# Charles de Gaulle

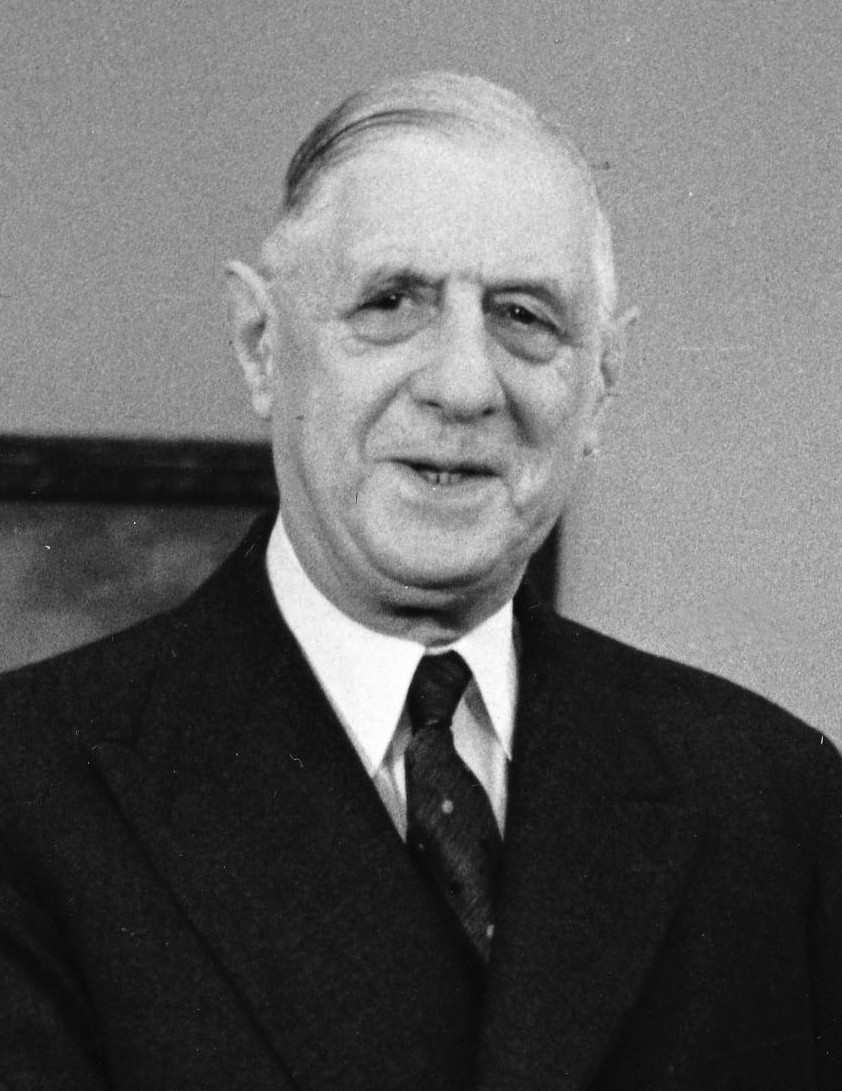
Charles de Gaulle (1963)

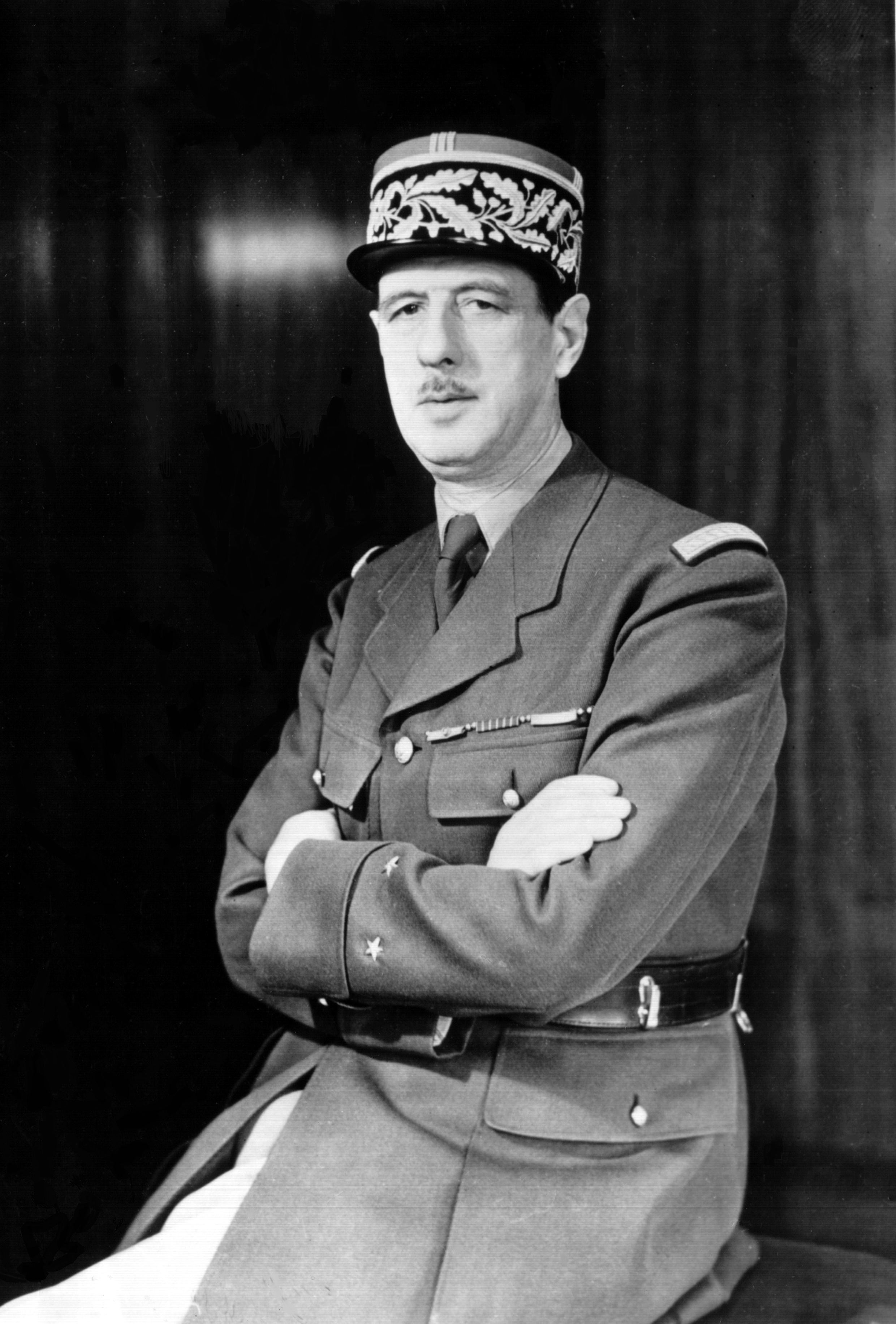
Charles de Gaulle (1942)

Charles André Joseph Marie de Gaulle ([ʃaʁl də ɡol] ⓘ; * 22. November 1890 in Lille, Département Nord; † 9. November 1970 in Colombey-les-Deux-Églises, Département Haute-Marne) war ein französischer General und Staatsmann.
Im Zweiten Weltkrieg führte er den Widerstand des Freien Frankreichs gegen die deutsche Besatzung an. Danach war er von 1944 bis 1946 Präsident der Provisorischen Regierung.
Im Zuge des Algerienkriegs wurde er 1958 mit der Bildung einer Regierung als Ministerpräsident beauftragt und setzte eine Verfassungsreform durch, mit der die Fünfte Republik begründet wurde, deren Präsident er von Januar 1959 bis April 1969 war. Die auf ihn zurückgehende politische Ideologie des Gaullismus beeinflusst die französische Politik bis heute.

## Herkunft und Bildung

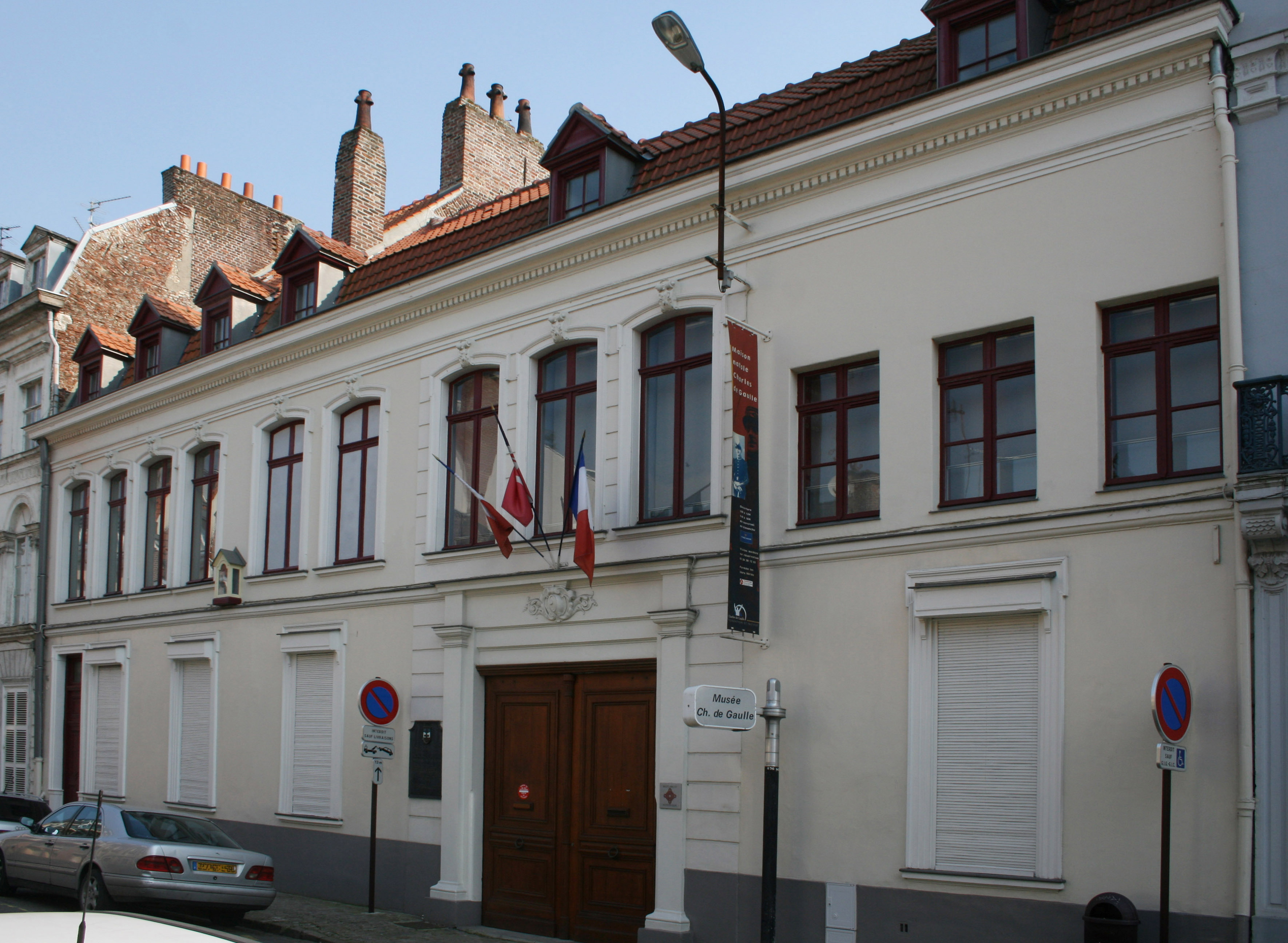
Geburtshaus de Gaulles in Lille

Charles de Gaulle wuchs in einer katholisch-konservativ geprägten und gleichzeitig sozial fortschrittlichen Intellektuellenfamilie aus Lille auf: Sein Großvater war Historiker, seine Großmutter Schriftstellerin. Sein Vater Henri Charles Alexandre de Gaulle (1848–1932), der an verschiedenen katholischen Privatschulen lehrte, bevor er 1907 seine eigene freie Schule gründete, ließ ihn die Werke von Barrès, Bergson, Péguy und Maurras entdecken. Schließlich hatte er auch eine Vorliebe für den nordfranzösischen Dichter Albert Samain. Väterlicherseits hatte de Gaulle Vorfahren, die zum alten Landadel der Normandie und Burgunds gehörten. Seine Mutter Jeanne Caroline Marie Maillot (1860–1940) stammte aus einer Familie reicher Unternehmer aus Lille mit französischen, irischen (MacCartan), schottischen (Fleming) und deutschen (Kolb) Vorfahren. Die Familie lebte in Paris, wo de Gaulle erste katholische Schulen besuchte. Während der Dreyfus-Affäre distanzierte sich die Familie von reaktionär-nationalistischen Kreisen und unterstützte den aus antisemitischen Gründen verurteilten Alfred Dreyfus. Im Vorfeld der Laizismus-Krise 1905 wurden christliche Schulen behindert, daher wich de Gaulle nach Belgien in eine Jesuitenschule im Château d’Antoing aus. Die Sommerferien 1905 verbrachte der damals achtzehnjährige Charles de Gaulle bei Pfarrer Mayer in Riedern am Wald im Südschwarzwald, um seine Deutschkenntnisse zu verbessern, und nutze dabei die Gelegenheit, an einer Wallfahrt nach Einsiedeln (Schweiz) teilzunehmen.
Nach einem Vorbereitungsjahr auf die Aufnahmeprüfung am Collège Stanislas trat de Gaulle 1909 in die Militärschule Saint-Cyr ein, die er 1912 mit Diplom und Beförderung zum Sous-lieutenant (dt.: Leutnant) verließ. Dort lernte er auch Deutsch. Anschließend wurde er in die französische Armee übernommen. Er wurde dem 33e régiment d’infanterie (dt.: 33. Infanterieregiment) in Arras zugeteilt, dessen Kommandeur seit 1910 Colonel (dt.: Oberst) Philippe Pétain war.

## Erster Weltkrieg
Zu Beginn des Ersten Weltkriegs stieg er vom Lieutenant zum Capitaine auf. Bereits im ersten Gefecht bei Dinant erlitt de Gaulle am 15. August 1914 eine Verwundung. Er kehrte dann als Chef der 7. Kompanie zum 33e régiment d’infanterie an die Champagne-Front zurück. Am 10. März 1915 wurde er erneut im Gefecht verwundet. Er war entschlossen weiterzukämpfen und widersetzte sich seinen Vorgesetzten, indem er auf die feindlichen Gräben feuern ließ. Wegen dieses Akts des Ungehorsams enthob man ihn für acht Tage seiner Funktionen. Dennoch hatte sich de Gaulle als fähiger Offizier hervorgetan und der Kommandant des 33e régiment d’infanterie bot ihm an, sein Adjutant zu werden.
Am 2. März 1916 wurde sein Regiment in der Schlacht um Verdun bei der Verteidigung des Dorfes Douaumont in der Flanke des Forts von Douaumont von den Deutschen attackiert. De Gaulles Kompanie war schließlich fast vollständig vernichtet, die Überlebenden in einer Ruine eingeschlossen. Laut offiziellem Bericht versuchte de Gaulle daraufhin einen Ausbruch, wurde durch einen Bajonettstich schwer verwundet und ohne Bewusstsein aufgefunden. Nach anderer Darstellung mehrerer Beteiligter ergab sich de Gaulle einer deutschen Einheit, ohne einen Ausbruchsversuch unternommen zu haben.

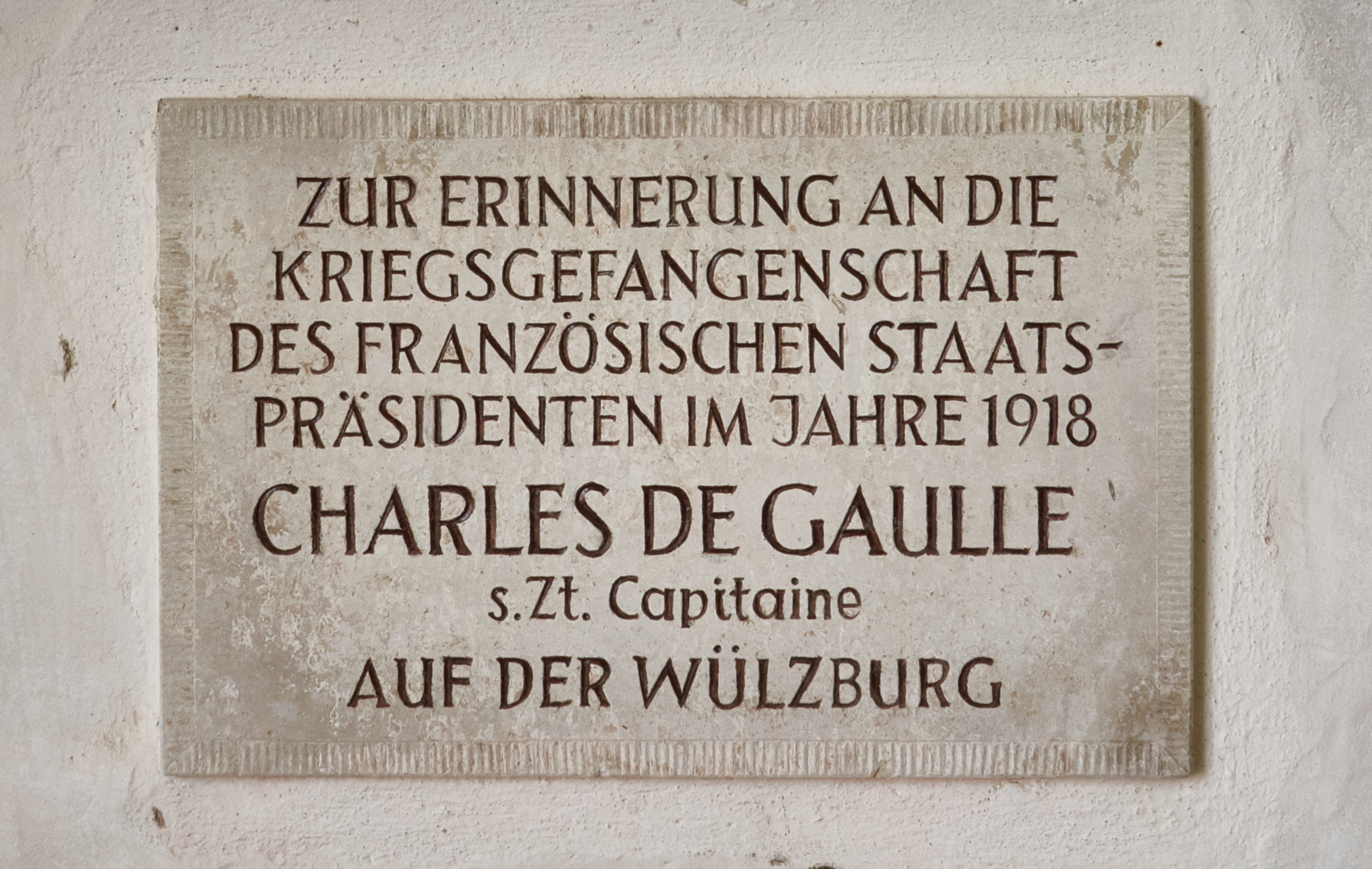
Gedenktafel auf der Wülzburg

In deutscher Gefangenschaft erholte er sich von seiner Verwundung. Während der Internierung in Deutschland – zunächst in Osnabrück und Neisse – brachte man ihn nach zwei erfolglosen Fluchtversuchen von der Festung Rosenberg in Kronach in ein speziell für aufsässige Offiziere vorgesehenes Lager in der Festung Ingolstadt. In der Gefangenschaft lernte er Michail Tuchatschewski kennen. Er versuchte auch von dort zu fliehen. Einmal kam er bis in die Nähe von Ulm, ehe man ihn erneut fasste. 1918 kam de Gaulle schließlich auf die Wülzburg bei Weißenburg in Bayern. Ein „jämmerliches Exil“ („lamentable exile“), mit diesem Ausdruck beschrieb er seiner Mutter sein Schicksal eines Gefangenen.
Um die Langeweile zu ertragen, organisierte de Gaulle für seine Mitgefangenen umfangreiche Exposés über den Stand des laufenden Krieges. De Gaulles fünf Fluchtversuche scheiterten nicht zuletzt an seiner Körpergröße von 1,95 m, mit der er schnell auffiel. Darüber hinaus unterstützte er mehrere teilweise erfolgreiche Fluchtversuche anderer inhaftierter Kameraden. Nach dem Waffenstillstand im November 1918 wurde er von der Wülzburg entlassen. Von den zweieinhalb Jahren der Gefangenschaft behielt er eine bittere Erinnerung und schätzte sich selbst als „Heimkehrer“ und Soldat ein, der seinem Land nichts genützt hatte.

## Zwischenkriegszeit
Während des Polnisch-Sowjetischen Krieges 1919/1920 meldete sich de Gaulle freiwillig für den Dienst in der französischen Militärmission in Polen und fungierte ab dem 17. April 1919 als Infanterieausbilder der neugeschaffenen polnischen Armee. Er wollte durch den Einsatz an diesem entlegenen Kriegsschauplatz seiner militärischen Karriere einen Schub geben, da er sich infolge der Kriegsgefangenschaft während des Ersten Weltkrieges kaum hatte Verdienste erwerben können. Da ihm in Frankreich lediglich ein untergeordneter Posten als Referent beim Premierminister angeboten wurde, bei dem er Soldaten und Offiziere für Auszeichnungen vorschlagen sollte, verlängerte de Gaulle seinen Dienst in Polen und nahm im Mai 1920 an dem Angriff der polnischen Armee auf Kiew teil (polnisch-sowjetischer Krieg). Er wurde zum Stabschef General Henri Albert Niessels in Warschau befördert und erhielt die höchste polnische Militärauszeichnung Virtuti Militari. Einige Historiker nahmen fälschlich an, dass die Erfahrungen in Polen de Gaulles Ansichten in Bezug auf den Einsatz von Panzern und Flugzeugen und den Verzicht auf die traditionelle Kriegsführung mittels Schützengräben beeinflussten. Sein Biograph Eric Roussel (* 1951) weist demgegenüber darauf hin, dass das Konzept, Panzer für schnelle Vorstöße unabhängig von der Infanterie zu verwenden, erst 1927 durch den französischen General Aimé Doumenc entwickelt wurde.
Nach seiner Rückkehr aus Polen heiratete de Gaulle im April 1921 Yvonne Vendroux und nahm einen Posten als Lehrer an der renommierten Militärschule Saint-Cyr in Paris an, der Kaderschmiede der französischen Armee. De Gaulle war damit materiell gut abgesichert, geriet aber bald in Konflikt mit seinen Vorgesetzten aufgrund seines selbstbewussten Verhaltens und unkonventioneller Ansichten, die er in seinem Unterricht vertrat. Infolgedessen wurde er nicht befördert und wechselte 1925 in den persönlichen Stab des Marschalls Philippe Pétain. Gegenüber einem Freund soll er geäußert haben, dass er die Militärschule Saint-Cyr nicht wieder betreten würde, außer als Direktor.
De Gaulles wichtigste Aufgabe bestand fortan darin, zwei Bücher vorzubereiten, die unter dem Namen des berühmten Marschalls erscheinen sollten, jedoch kam es mit Pétain zu Auseinandersetzungen über den Inhalt der Bücher und zu einer deutlichen Abkühlung in dem zuvor freundschaftlichen Verhältnis. Dennoch förderte Pétain de Gaulles Karriere: Im September 1927 übernahm de Gaulle als Bataillonschef ein aktives Kommando bei den französischen Besatzungstruppen in Trier. Ebenfalls setzte Pétain durch, dass de Gaulle im April 1927 eine Reihe von Vorträgen an der Militärschule Saint-Cyr halten durfte, gegen den Willen des Schulleiters, General Pierre Héring. 1932 veröffentlicht de Gaulle den Inhalt dieser Vorträge in seinem Buch Le fil de l'épée ("Die Schneide des Schwertes"). Darin vertrat er die Ansicht, die französische Armee müsse das Amt eines Oberkommandierenden schaffen, der im Fall eines Krieges in alleiniger Verantwortung und mittels diktatorischer Vollmachten das Schicksal des Landes bestimmen solle. Diese Auffassung konnte sich wegen der Rivalität der Generäle im Generalstab und der traditionellen Feindschaft zwischen den Waffengattungen der französischen Streitkräfte nicht durchsetzen.
Von 1929 bis 1931 übernahm de Gaulle ein Kommando im französischen Mandatsgebiet Libanon. Dieser Posten, weit entfernt vom Hauptquartier in Paris, diente kaum seiner Karriere und widersprach zudem seinen persönlichen Ansichten, wonach die Kolonialarmeen bei der Verteidigung Frankreichs nur eine untergeordnete Rolle spielten. Wegen des Zerwürfnisses mit Pétain wurde ihm jedoch kein besseres Kommando angeboten. Von 1932 bis 1937 bekleidete de Gaulle eine untergeordnete Rolle im Nationalen Verteidigungsrat (Conseil supérieur de la défense nationale), dessen Aufgabe unter der Leitung von Marschall Pétain darin bestand, die französischen Streitkräfte auf einen möglichen Krieg vorzubereiten und über Kriegsstrategien, Bewaffnung und Aufstellung zu entscheiden. De Gaulles Rolle beschränkte sich darauf, Denkschriften für die Sitzungen des Verteidigungsrates vorzubereiten. Da er für eine offensive Kriegführung eintrat, die den Ansichten der meisten Generäle entgegenlief, blieben seine Entwürfe weitgehend unbeachtet.
Im Jahr 1934 veröffentlichte de Gaulle sein bis dahin bedeutendstes Buch, eine Sammlung von Aufsätzen unter dem Titel Vers l’Armée de Métier („In Richtung auf eine Berufsarmee“), und forderte darin eine Reorganisation der französischen Armee, die von einer schlecht ausgebildeten Freiwilligenarmee in eine Berufsarmee umgewandelt werden sollte. Allein diese sei in der Lage, im Falle eines Krieges das Land ausreichend zu schützen und moderne Waffen wie Flugzeuge und Panzer wirkungsvoll einzusetzen. Diese Schrift forderte auch zum ersten Mal die Schaffung von Panzerverbänden, die in der Lage wären, mit schnellen, motorisierten Verbänden ins Territorium des Feindes einzudringen, statt hinter der Maginot-Linie defensiv auf dessen Angriff zu warten. Nur so könne Frankreich seine momentane qualitative Überlegenheit nutzen und seine quantitative Unterlegenheit gegenüber Deutschland kompensieren. Diese Forderungen verband de Gaulle erneut mit der Idee, im Falle eines Krieges sämtliche Streitkräfte dem Kommando eines einzelnen Oberbefehlshabers zu unterstellen. Für diesen Posten sah er einen Mann vor, der „stark genug sei, seine Rolle auszufüllen, geschickt darin, die Zustimmung der Menschen zu gewinnen, groß genug für eine große Aufgabe“ – eine Art Diktator, der die Macht im Land übernehmen würde. Nach Ansicht des Historikers Eric Roussel bedeutete diese extreme Forderung einen schweren Fehler, denn dadurch wurde es schwierig, für die als dringlich empfundenen Militärreformen eine Mehrheit im Parlament zu gewinnen: Der sozialistische Ministerpräsident Léon Blum etwa befürchtete 1936, durch die Bildung einer Berufsarmee werde die Basis für einen künftigen Staatsstreich geschaffen. Da de Gaulle kaum Unterstützung von Seiten des Generalstabs erwarten konnte, erschien sein Projekt nicht durchführbar.
Unterdessen nahmen ausländische Militärs, insbesondere Heinz Guderian im deutschen Generalstab, de Gaulles Ideen interessiert zur Kenntnis und sahen sich in ihren eigenen Bestrebungen bestärkt, eine moderne Panzerwaffe zu schaffen; de Gaulles Gegner im französischen Generalstab dagegen, besonders die Generäle Maxime Weygand, Maurice Gamelin und Louis Maurin, lehnten den Plan entschieden ab, woraufhin auch Marschall Pétain im März 1935 verlauten ließ, dass er die Reformpläne seines ehemaligen Schützlings nicht unterstützen würde. De Gaulle entfaltete daraufhin in den folgenden Jahren eine politische Kampagne in der Presse und im Parlament, die ihm den Spitznamen Colonel Motors einbrachte, und gewann in allen politischen Lagern Befürworter, sodass am 15. März 1935 zumindest Teile der Reform im französischen Abgeordnetenhaus beschlossen und sechs motorisierte Verbände aufgestellt wurden, deren Angehörige Berufssoldaten sein sollten. Am 25. Dezember 1936 übertrug man de Gaulle das Kommando über einen dieser neuen Panzerverbände, das 507. Panzerregiment in Metz. Im Generalstab wurde die Reform jedoch verwässert, und es wurde bestimmt, dass diese Verbände ausschließlich der Defensive dienen und gemeinsam mit den (langsamen) Infanterieverbänden operieren sollten. Viele Militärhistoriker sehen darin eine wichtige Ursache für die Niederlage der französischen Armee im Mai 1940 gegen die schnellen deutschen Panzerarmeen. Obwohl de Gaulle mit seinem Reformkonzept letztlich scheiterte, hatte die politische Kampagne doch den Effekt, ihn bekannt zu machen; sie öffnete ihm den Weg in die Politik und damit auch in seine künftige Rolle eines Führers des französischen Widerstands im Zweiten Weltkrieg (siehe Forces françaises libres, Résistance).

## Zweiter Weltkrieg

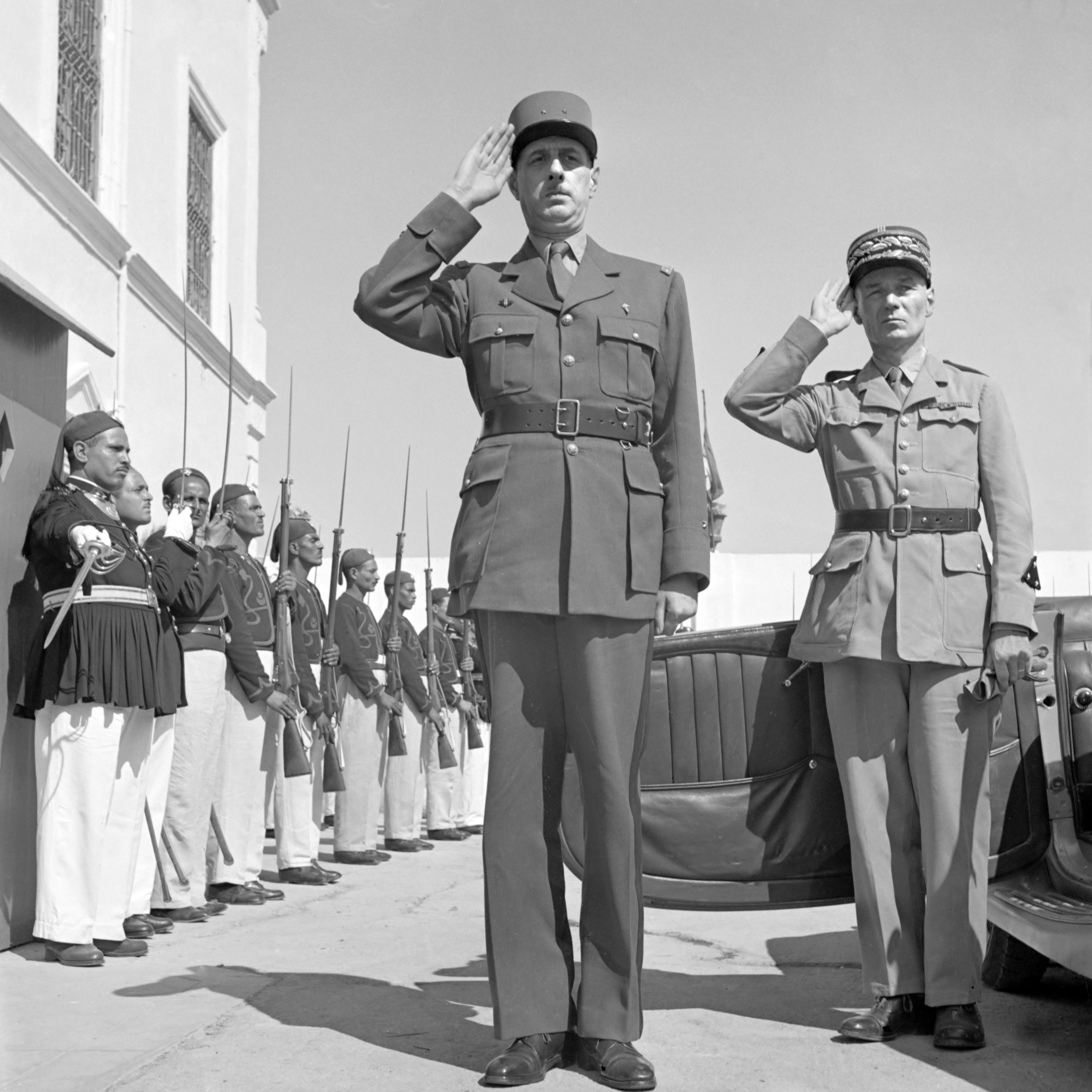
General de Gaulle und General Mast, Tunis 1943

Als der Zweite Weltkrieg ausbrach, war de Gaulle Colonel. Bei der Verteidigung gegen die deutsche Offensive erhielt er am 14. Mai 1940 das Kommando über die neue 4e division cuirassée (4. Panzerdivision). Am 17. Mai führte er mit 200 Panzern ohne Luftunterstützung einen Gegenangriff auf Montcornet nordöstlich von Laon. Er griff von der Aisne her nach Norden an und überrollte deutsche Fahrzeugkolonnen. Erst am Ortsrand von Montcornet gelang es Panzerabwehrkanonen und 8,8-cm-Geschützen, sie zu stoppen. Die Division de Gaulles musste sich nach Luftangriffen, einem Gegenangriff der deutschen 10. Panzer-Division und eigenen schweren Verlusten zurückziehen. Zwei Tage später kam sie nochmals bei Crécy-sur-Serre zum Einsatz. Dort wurde das Gefecht vor allem durch den Einsatz der Luftwaffe entschieden. De Gaulle warf man später vor, keine Luftunterstützung angefordert zu haben. Am 28. Mai hatte er mehr Erfolg, als seine Panzerdivision die Wehrmacht bei Caumont zum Rückzug zwang. Er war in der Phase der deutschen Invasion in Frankreich der einzige französische befehlshabende Offizier, dem es gelang, die Deutschen zu einem Rückzug zu zwingen. Am 1. Juni hatte er den temporären Dienstgrad eines Général de brigade (Brigadegeneral).
Am 6. Juni ernannte Ministerpräsident Paul Reynaud ihn zum Unterstaatssekretär für nationale Verteidigung und zum Verantwortlichen für die Koordination mit Großbritannien. Als Kabinettsmitglied lehnte er den Waffenstillstand von Compiègne (1940) ab und reiste am 15. Juni nach Großbritannien. Dort vereinbarte er mit Winston Churchill am 16. Juni eine Fortsetzung der britisch-französischen Kooperation gegen Deutschland. Als er am Abend nach Bordeaux zurückkehrte, dem provisorischen Sitz der französischen Regierung, schickte sich Marschall Pétain an, legal die Macht zu übernehmen. De Gaulle missbilligte die Politik Pétains, der den kapitulationsähnlichen Waffenstillstand mit dem Deutschen Reich zu unterzeichnen bereit war, und lehnte Pétains Tun als illegitim ab. Mit 100.000 Goldfranken aus einem Geheimfonds Paul Reynauds flog er am Morgen des 17. Juni 1940 von Bordeaux zurück nach London.

### Appell vom 18. Juni

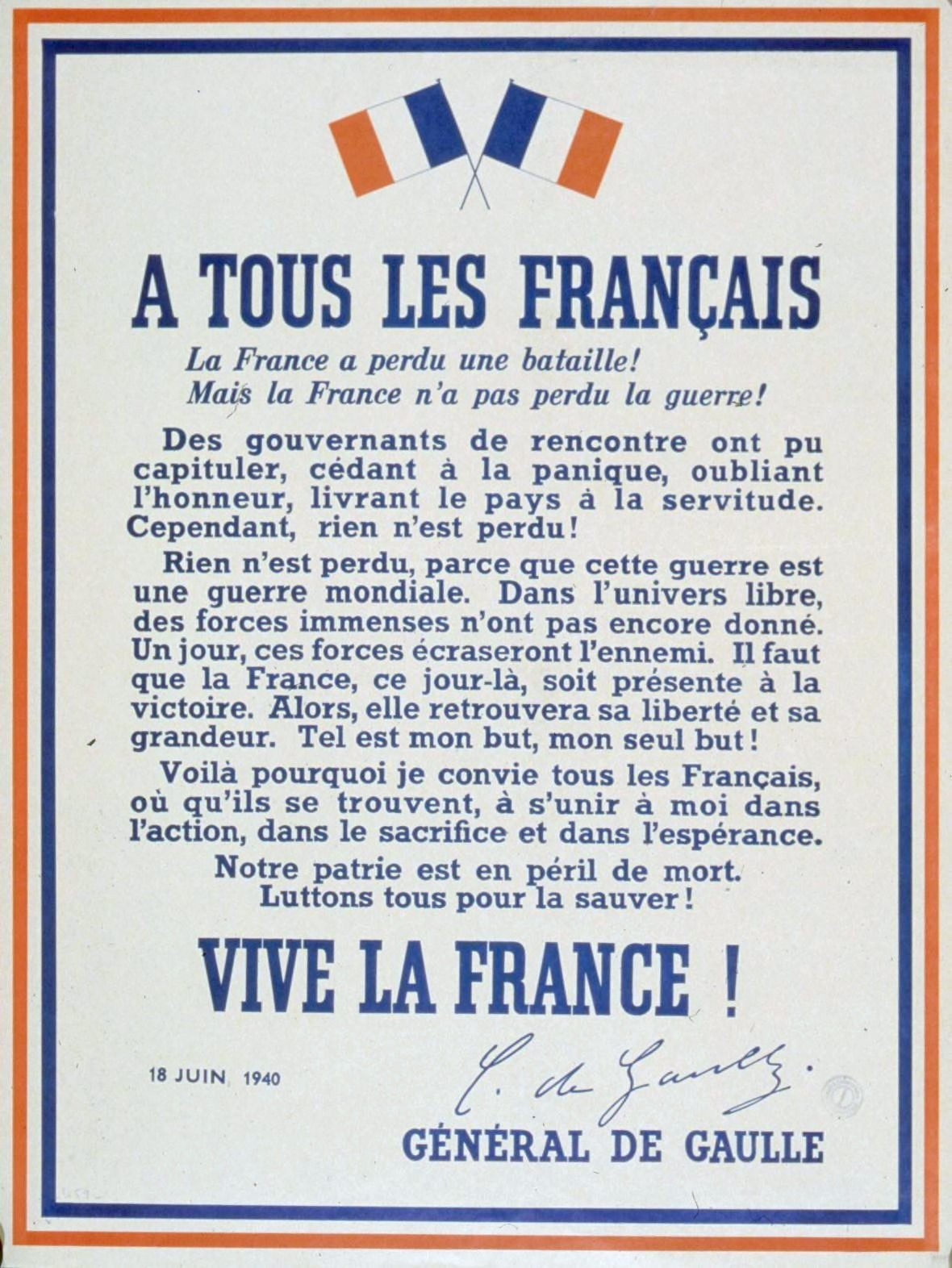
Text eines Aufrufs de Gaulles vom 3. August 1940, veröffentlicht in Großbritannien (plakatiert)

Während Pétain ankündigte, mit Deutschland einen Waffenstillstand zu vereinbaren, erlaubte der britische Premierminister Churchill de Gaulle, über den Hörfunk der BBC zum französischen Volk zu sprechen. De Gaulle rief darin französische Offiziere und Soldaten, Ingenieure und Facharbeiter der Waffenindustrie im Vereinigten Königreich auf, ihm zu folgen, und beschwor, dass die Niederlage nicht endgültig sei („Was auch immer geschehen mag, die Flamme des französischen Widerstandes darf nicht erlöschen und wird auch nicht erlöschen“). Er betonte die Bedeutung der Unterstützung durch Großbritannien und der Vereinigten Staaten. In Frankreich konnte man den Appell zuerst am 18. Juni 1940 um 19 Uhr hören. Er wurde zudem in den Zeitungen des noch unbesetzten südlichen Landesteils abgedruckt und in den folgenden Tagen von der BBC wiederholt ausgestrahlt. Der Appell gilt als de Gaulles größte Rede; Régis Debray schreibt, auch wenn de Gaulles Appell „das Gesicht der Welt nicht verändert habe, so habe dank ihm immerhin Frankreich das seine gewahrt.“
Das britische Kabinett hatte im Vorfeld der Rede dem französischen Innenminister Georges Mandel vorgeschlagen, nach England zu kommen und einen Appell an die Franzosen zu richten. Im Gegensatz zu Blum, seinem Ministerpräsidenten, hatte Mandel zuvor in mahnenden Reden von der Bedrohung durch das Deutsche Reich staatsmännische Weitsicht bewiesen, doch hatte er es abgelehnt, Frankreich zu verlassen, um sich nicht dem Vorwurf der Fahnenflucht auszusetzen (ebenso wie Blum war er Jude), und stattdessen empfohlen, die führende Aufgabe in London de Gaulle zu übertragen.

### Freies Frankreich

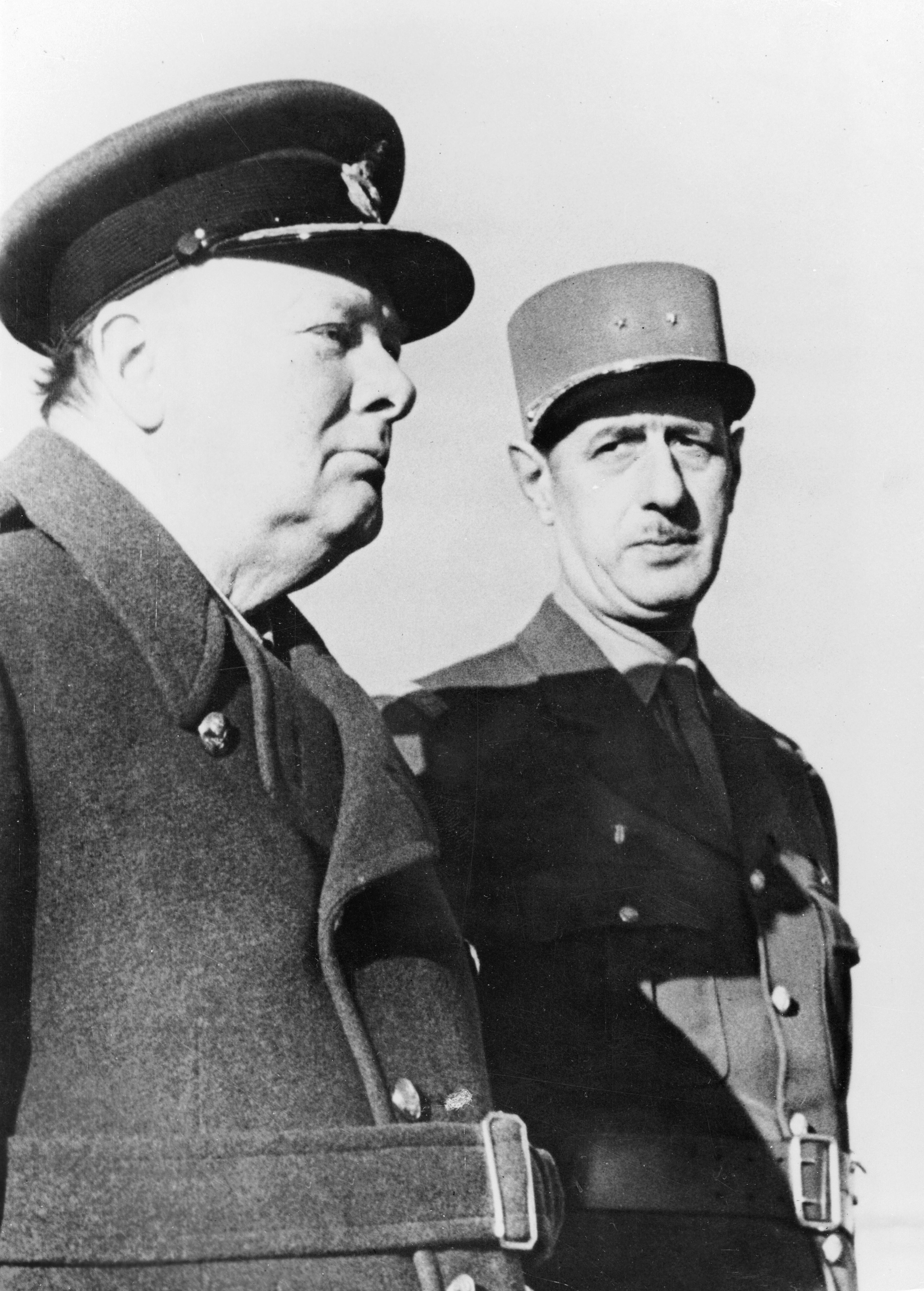
Charles de Gaulle und Winston Churchill in Marrakesch am 13. Januar 1944

Am 25. Juni 1940 gründete de Gaulle in London das Komitee Freies Frankreich (France libre) und wurde Chef der „Freien Französischen Streitkräfte“ (Forces françaises libres, FFL) und des „Nationalen Verteidigungskomitees“. Daraufhin wurde er vom Kriegsrat der Vichy-Regierung im August 1940 wegen Hochverrats in Abwesenheit zum Tode verurteilt.
Die meisten Staaten erkannten das Vichy-Regime Marschall Pétains als die legitime Regierung Frankreichs an. Churchill bemühte sich zwar anfangs diplomatisch um das Vichy-Regime, unterstützte dann aber de Gaulle und ließ die in Nordafrika in Mers-el-Kébir unter dem Kommando von Pétains Marineminister, Admiral François Darlan, vor Anker liegende französische Kriegsflotte am 3. Juli 1940 in der Operation Catapult zerstören.
Im Juni 1940 rief de Gaulle die französischen Kolonien auf, ihn zu unterstützen. Französisch-Äquatorialafrika und Kamerun schlossen sich im August 1940 unter Félix Éboué dem France Libre an. Ab 1942 unterstellten sich auch Diego Suarez auf Madagaskar und Dakar in Französisch-Westafrika dem Freien Frankreich, das vom Comité National Français regiert wurde. De Gaulle sorgte insbesondere dafür, dass Frankreich im Lager der Alliierten durch die Freien Französischen Streitkräfte (FFL), die an verschiedenen Fronten den Kampf fortsetzten, stets präsent war. Unter anderem förderte er mittels André Dewavrin (Colonel Passy), Pierre Brossolette und besonders Jean Moulin die Résistance. Mit der Transformation zur France combattante (Kämpfendes Frankreich) strich er die politische Einheit des France libre mit der Résistance intérieure heraus.
Der Libanon (damals Großlibanon) wurde im September 1941 als eines der ersten französischen Protektorate durch alliierte Truppenverbände der Kontrolle des Vichy-Regimes entzogen. Bei der anschließenden Machtübernahme durch das Freie Frankreich kamen de Gaulle seine Kontakte aus seiner Dienstzeit in Beirut 1929–1931 zugute. General Fuad Schihab, der spätere Staatspräsident, bildete einen Freiwilligenverband von 20.000 Mann, der zu Beginn der Kampagne des Freien Frankreichs einen erheblichen Teil des Truppenkontingents bildete.
De Gaulle konnte Churchill zur Unterzeichnung des Accord de Chequers (7. August 1940) bewegen, demzufolge Großbritannien die Integrität aller französischen Besitzungen und die „integrale Restauration und Unabhängigkeit und die Größe Frankreichs“ erhalten sollte. Außerdem erbot sich die Kriegsregierung Churchill, die Ausgaben des Freien Frankreichs zu finanzieren; de Gaulle bestand aber darauf, dass die Summen rückzahlbare Vorschüsse und keine Spenden seien, die später einen Schatten auf ihn und die Unabhängigkeit seiner Organisation geworfen hätten. Die Vorschüsse wurden noch vor Ende des Krieges zurückgezahlt. 
Trotz der Verträge zwischen Churchill und de Gaulle waren die Beziehungen der beiden Männer angespannt. Mit Blick auf die Nachkriegsordnung bezeichnete Churchill de Gaulle in Telegrammen als „größten einzelnen Feind für den Frieden in Europa“ und „schlimmsten Feind Frankreichs“. Churchill kritisierte, dass de Gaulle „sich als Retter Frankreichs aufspielen will, ohne einen einzigen Soldaten zur Operation beizusteuern“ und sein Verhalten und seine Persönlichkeit das größte Hindernis für gute Beziehungen zwischen Frankreich und den Angloamerikanern seien. Über die Invasion in der Normandie informierte Churchill de Gaulle erst fünf Tage vor der Landung.
Auch die Beziehungen de Gaulles zum US-amerikanischen Präsidenten Franklin D. Roosevelt waren belastet – Roosevelt misstraute de Gaulle. De Gaulle seinerseits beklagte amerikanische Arroganz und sagte: „Ich bin zu arm, um mich zu beugen.“ Roosevelt unterstellte de Gaulle diktatorische Absichten. Roosevelts langjähriger Intimus, Admiral William Daniel Leahy, war vom 8. Januar 1941 bis zum 1. Mai 1942 US-Botschafter in Vichy-Frankreich.

### Frankreich als Siegermacht

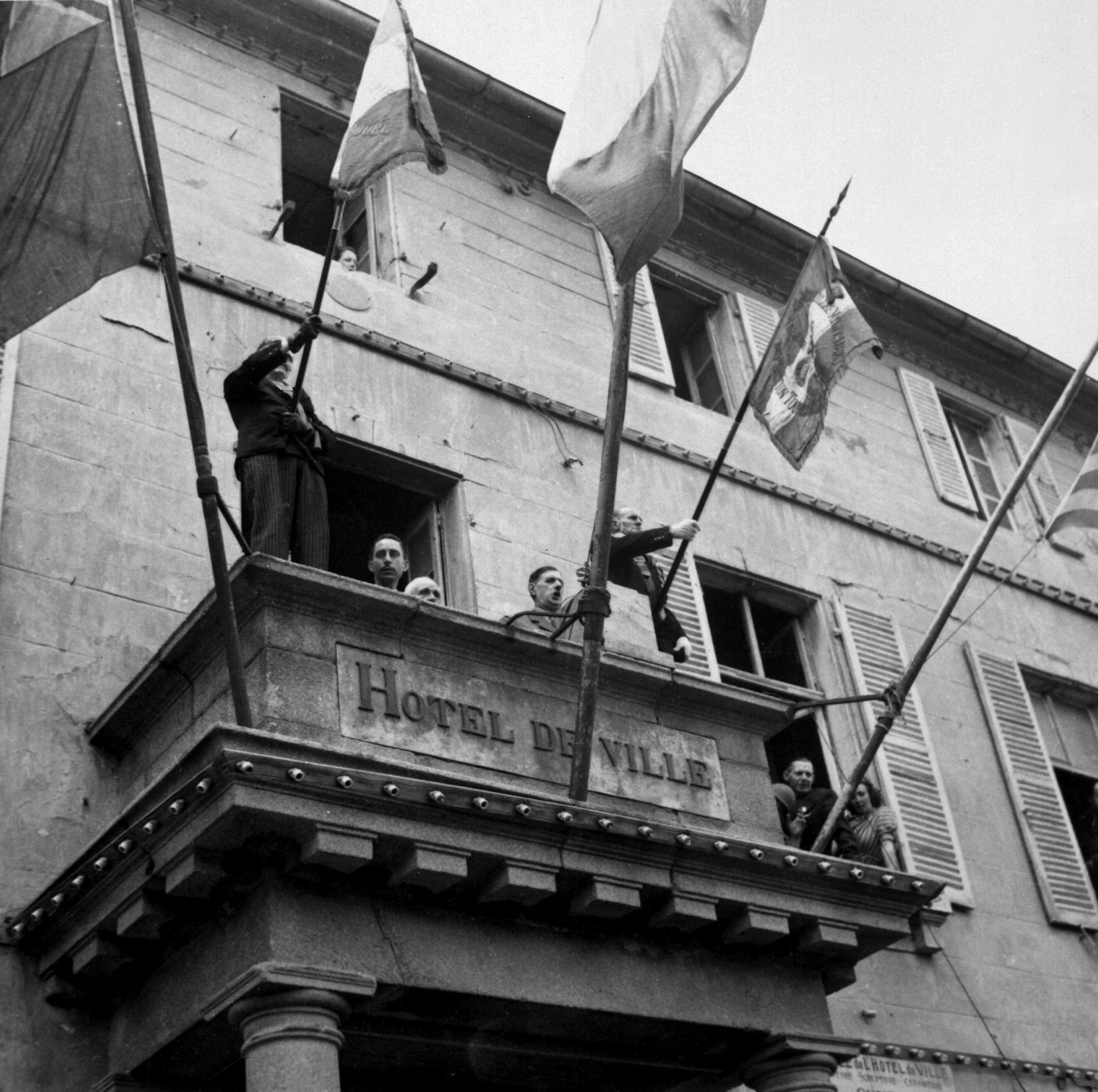
General Charles de Gaulles Rede zur Bevölkerung Cherbourgs, 20. August 1944

Trotz de Gaulles Ausschlusses von der anglo-amerikanischen Landung in Nordafrika (Operation Torch) und vor allem trotz Roosevelts Unterstützung für Admiral François Darlan und General Henri Giraud, die nach der Landung in Nordafrika das Vichy-Regime mit US-amerikanischer Duldung in Algier fortzusetzen suchten, gelang es de Gaulle im Mai 1943, in Algier Fuß zu fassen. Er schuf von dort das Französische Komitee für die nationale Befreiung (CFLN), um die politischen Strömungen im befreiten Frankreich zu einen, und stand alsbald an dessen Spitze. Das CFLN bezeichnete sich vom Juni 1944 an als provisorische Regierung der Französischen Republik (Gouvernement provisoire de la République Française, GPRF) und zog am 25. August 1944 in das befreite Paris ein, wo tags darauf auf der Avenue des Champs-Élysées ein von de Gaulle angeführter öffentlicher Triumphzug durchgeführt wurde.
Danach gelang es de Gaulle, eine alliierte Militärregierung für die besetzten Gebiete in Frankreich zu verhindern und schnell den Forces françaises libres die Regierungsgewalt zu übertragen. In weiten Teilen der Bevölkerung wurde er als Befreier gefeiert, obwohl er bei der Landung in der Normandie und dem folgenden Vormarsch der Alliierten militärisch keine Rolle gespielt hatte.
Als de Gaulle sich nach dem Einzug in Paris nicht zuerst bei den Forces françaises de l’intérieur (FFI) für ihre Unterstützung bedankte, sondern bei der Gendarmerie, die erst tags zuvor die Seiten gewechselt und sich von Deutschland losgesagt hatte, verstörte er damit viele Widerständler. Doch wollte er mit dieser Geste jedwede Auseinandersetzung unter den bewaffneten Franzosen vermeiden, die den Alliierten einen Anlass für die Errichtung eines Besatzungsregimes hätte liefern können. Zugleich betonte er mit seiner Rückkehr in das Kriegsministerium die Kontinuität der Dritten Französischen Republik und die Illegitimität der Vichy-Regierung. So erklärte de Gaulle, als der Vorsitzende des Conseil National de la Résistance, Georges Bidault, ihn nach seinem Einzug in Paris aufforderte, die Republik auszurufen:

„Die Republik hat nie aufgehört zu bestehen. Das freie Frankreich, das kämpfende Frankreich und das Französische Komitee der nationalen Befreiung haben sie nacheinander verkörpert. Vichy war immer und bleibt null und nichtig. Ich bin der Präsident der Regierung der Republik. Warum sollte ich sie ausrufen?“

Das Vichy-Regime floh, als die Besatzungstruppen der Wehrmacht sich infolge der Operation Dragoon zurückziehen mussten, nach Sigmaringen. Gleichzeitig setzte de Gaulle kompromisslos die Autorität der provisorischen Regierung gegenüber den Organisationen der Résistance durch; er löste deren Einheiten am 28. August 1944 auf und erklärte ihren Kommandanten, sie hätten nun ins zivile Leben zurückzukehren.
De Gaulle wollte die Säuberung des Staates von Kollaborateuren nicht den Siegermächten überlassen, sondern betrachtete dies als originäre Aufgabe der Franzosen selbst. Am 4. April 1944 nahm das CFLN zwei kommunistische Kommissare auf. Am 27. November 1944 amnestierte de Gaulle den bei Kriegsbeginn in die Sowjetunion desertierten Generalsekretär der KPF, Maurice Thorez. Im Februar 1945 erreichte er auf der Konferenz von Jalta die Anerkennung Frankreichs durch die drei großen Alliierten als eine der zukünftigen Besatzungsmächte Deutschlands. Anfang Dezember 1944 unterzeichnete er einen auf 20 Jahre abgeschlossenen Hilfs- und Freundschaftsvertrag mit der Sowjetunion. Im Januar 1945 kam es zwischen de Gaulle und den USA zu Unstimmigkeiten bezüglich der Verteidigung Straßburgs während des Unternehmens Nordwind.
De Gaulle stellte seine Vision von der politischen Organisation eines demokratischen französischen Staates am 16. Juni 1946 in Bayeux vor. Die projektierten Reformen beinhalteten insbesondere eine Modernisierung des staatlichen Sozialsicherungssystems und das Frauenwahlrecht.

## Vierte Republik

### Unmittelbare Nachkriegszeit und Vierte Republik
Bereits am 16. Mai 1945 hatte de Gaulle die Aufnahme Frankreichs als ständiges Mitglied im Weltsicherheitsrat der Vereinten Nationen (UNO) durchgesetzt. Nach dem Krieg wurde er am 13. November 1945 zum Präsidenten der provisorischen französischen Regierung ernannt. Bereits am 20. Januar 1946 trat er jedoch nach Differenzen mit den seit den Wahlen im Oktober im Parlament (der Verfassunggebenden Versammlung) dominierenden Sozialdemokraten und Kommunisten zurück, weil er deren Verfassungsentwurf ablehnte, der die Macht beim Ein-Kammer-Parlament konzentriert hätte. Nachdem der erste Verfassungsentwurf im Referendum im Mai 1946 abgelehnt worden war, warb de Gaulle in seiner Rede von Bayeux am 16. Juni 1946 für seinen eigenen Entwurf einer politischen Ordnung mit einer stärkeren Stellung des Präsidenten. Dieser konnte sich aber auch in der zweiten Verfassunggebenden Versammlung nicht durchsetzen, die die Verfassung der Vierten Republik beschloss, die zwar eine zweite Parlamentskammer, aber ebenfalls ein rein parlamentarisches Regierungssystem vorsah.
Im Jahr 1947 gründete de Gaulle das Rassemblement du peuple français (RPF), eine politische Bewegung, die ihm helfen sollte, seine Vorstellungen von einer neuen Verfassung durchzusetzen. Im selben Jahr hielt er zwei als bedeutend geltende Reden: am 7. April 1947 in Straßburg und am 27. Juli 1947 in Rennes. Das RPF hatte bei den Kommunalwahlen im Oktober 1947 einen ersten Erfolg und stellte anschließend in mehreren großen Städten den Bürgermeister, de Gaulles Bruder Pierre wurde Vorsitzender des Gemeinderats von Paris. Die Forderung nach einer vorgezogenen Parlamentswahl, bei der sich das RPF gute Chancen ausrechnete, lehnten die Regierungsparteien (Sozialisten, Christdemokraten und Liberale) aber ab. Bei der Parlamentswahl 1952 schnitten die Gaullisten, auch aufgrund des zuvor zugunsten der Koalitionsparteien geänderten Wahlrechts, schwächer ab als erwartet. Nachdem seine Partei auch bei der Kommunalwahl im folgenden Jahr viele Bürgermeisterämter und Gemeinderatssitze wieder verloren hatte, gab de Gaulle am 6. Mai 1953 seine politischen Aktivitäten vorerst auf und zog sich nach Colombey-les-Deux-Églises zurück. Die folgende Phase im politischen Abseits bezeichnete er selbst später als traversée du désert („Gang durch die Wüste“). Er schrieb in dieser Zeit drei Bände seiner Memoiren.

### Gründung der Fünften Republik (1958)
Nach dem Scheitern der Vierten Republik in Französisch-Indochina kam es im Zuge des Algerienkrieges 1958 zu einer konstitutionellen Krise: Da sie den Verbleib Algeriens bei Frankreich bedroht sahen, begannen führende Militärs am 13. Mai den Militärputsch in Algier, in dem bald die Rückkehr de Gaulles an die Macht gefordert wurde. Dessen Umfeld stand im Kontakt zu den Putschisten, und am 19. Mai gab er selbst öffentlich bekannt, für ein politisches Amt zur Verfügung zu stehen.
Nachdem die Putschisten in der Opération Résurrection am 24. Mai die Insel Korsika besetzt hatten und damit das französische Mutterland bedrohten, willigten Präsident René Coty und das Parlament in de Gaulles Bedingungen ein: Am 1. Juni 1958 wurde er Ministerpräsident mit weitreichenden Notstandsbefugnissen für die Dauer von sechs Monaten, unter Suspension des Parlaments und mit dem Recht, den Entwurf zu einer neuen Verfassung auszuarbeiten.
Im September nahm das Volk in einem Referendum die neue Verfassung mit dem von de Gaulle favorisierten Präsidialsystem mit 83 % an – die Fünfte Republik entstand. Alle Kolonien (Algerien wurde nicht als Kolonie, sondern als Bestandteil der Republik betrachtet) konnten wählen, ob sie an der Abstimmung teilnehmen oder ihre sofortige Unabhängigkeit wählen wollten – unter Fortfall aller weiteren französischen Unterstützung. Mit Ausnahme Guineas nahmen alle Kolonien an dem Referendum teil. Im November gewann de Gaulle die Parlamentswahlen und erhielt eine komfortable Mehrheit. Am 21. Dezember wurde er in indirekter Wahl mit 78 % der Stimmen zum Präsidenten der Französischen Republik gewählt.

## Präsidentschaft
De Gaulle übernahm das Amt des Staatspräsidenten am 8. Januar 1959. Er ergriff einschneidende Maßnahmen, um das Land zu revitalisieren, besonders die Einführung des neuen Franc, der 100 alten Francs entsprach. Er lehnte die Dominanz der USA und der Sowjetunion auf internationaler Ebene ab und behauptete mit dem Aufbau der Atomstreitmacht (erster Kernwaffentest am 13. Februar 1960) Frankreich als unabhängige Großmacht, die mit einer eigenen Nuklearschlagkraft ausgestattet wurde, die letztlich die Großbritanniens, der anderen westeuropäischen Atommacht, noch übertraf.
Jedoch ging es de Gaulle nicht nur um Politik, sondern auch um das nationale Bewusstsein am Ende einer Zeit der Krisen (Weltkrieg, Kolonialkriege etc.). Um die Franzosen zu begeistern, auch den Unpolitischen die nationale Größe vorzuführen und die Identifikation mit den nationalen Herausforderungen und Zielen zu stärken, ließ er z. B. den Spitzensport reorganisieren, setzte mit dem berühmten Bergsteiger Maurice Herzog ein nationales Symbol für erfolgreiche sportliche Leistung als Sportminister ein, zentralisierte die Talentauswahl und Spitzensportförderung, ließ Spitzensportler wie Staatsamateure finanzieren und sorgte für die Übereinstimmung von gesellschaftlichem Anspruch und Spitzensportorganisation.
Als Gründungsmitglied der Europäischen Wirtschaftsgemeinschaft (EWG) legte de Gaulle zweimal – am 14. Januar 1963 und am 19. Dezember 1967 – sein Veto gegen den Beitritt Großbritanniens ein.
Im April 1962 ersetzte de Gaulle Premierminister Michel Debré durch Georges Pompidou. Im September 1962 schlug de Gaulle vor, die Verfassung dahingehend zu ändern, den Präsidenten der Republik per Direktwahl durch die Bevölkerung zu bestimmen. Die Reform der Verfassung trat gegen den Widerstand des Parlaments in Kraft. Im Oktober stellte das Parlament einen Misstrauensantrag gegen die Regierung Pompidou, aber de Gaulle lehnte den vom Premierminister selbst angebotenen Rücktritt ab und entschied, das Parlament aufzulösen. Aus der Neuwahl im November 1962 ging die gaullistische Parlamentsmehrheit gestärkt hervor. Die direkten Präsidentschaftswahlen fanden am 5. und 19. Dezember 1965 statt; in der Stichwahl de Gaulles gegen François Mitterrand erhielt Ersterer 55,2 % der abgegebenen Stimmen. Seine Gegner warfen ihm seinen Nationalismus und die abgeschwächte Wirtschaftskonjunktur in Frankreich vor.

### Außenpolitik

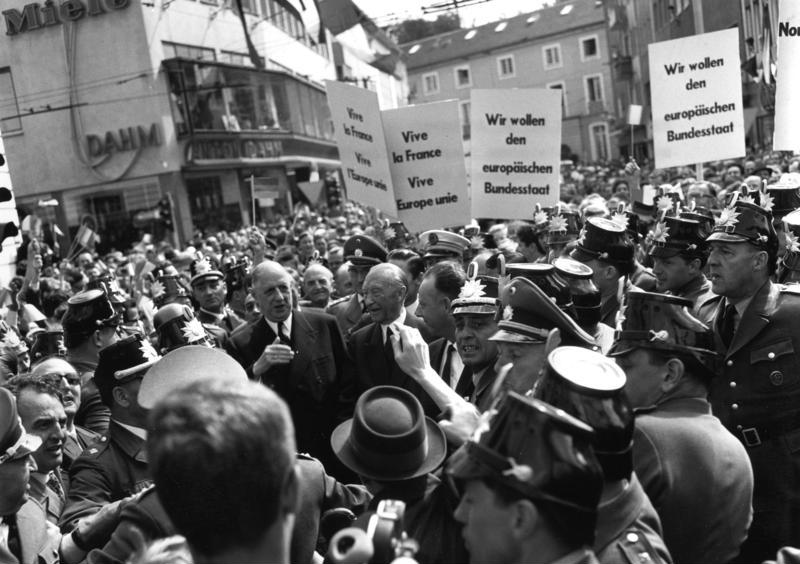
Staatsbesuch in Bonn im September 1962

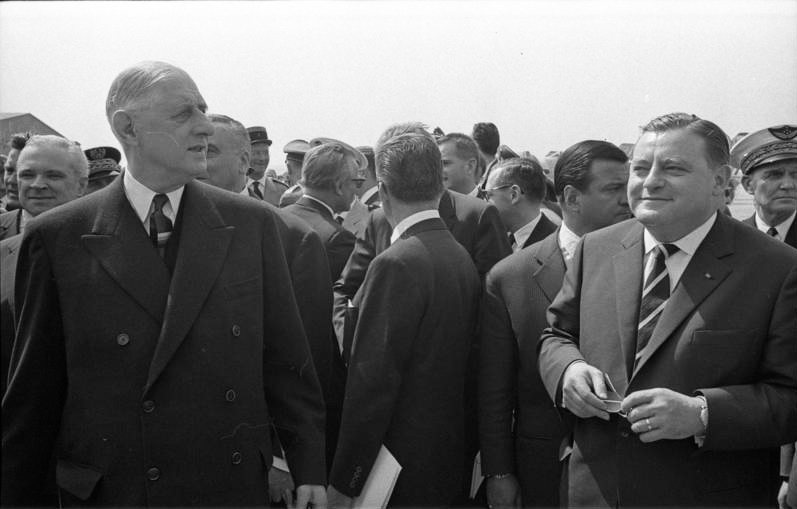
De Gaulle und Franz Josef Strauß, 1962

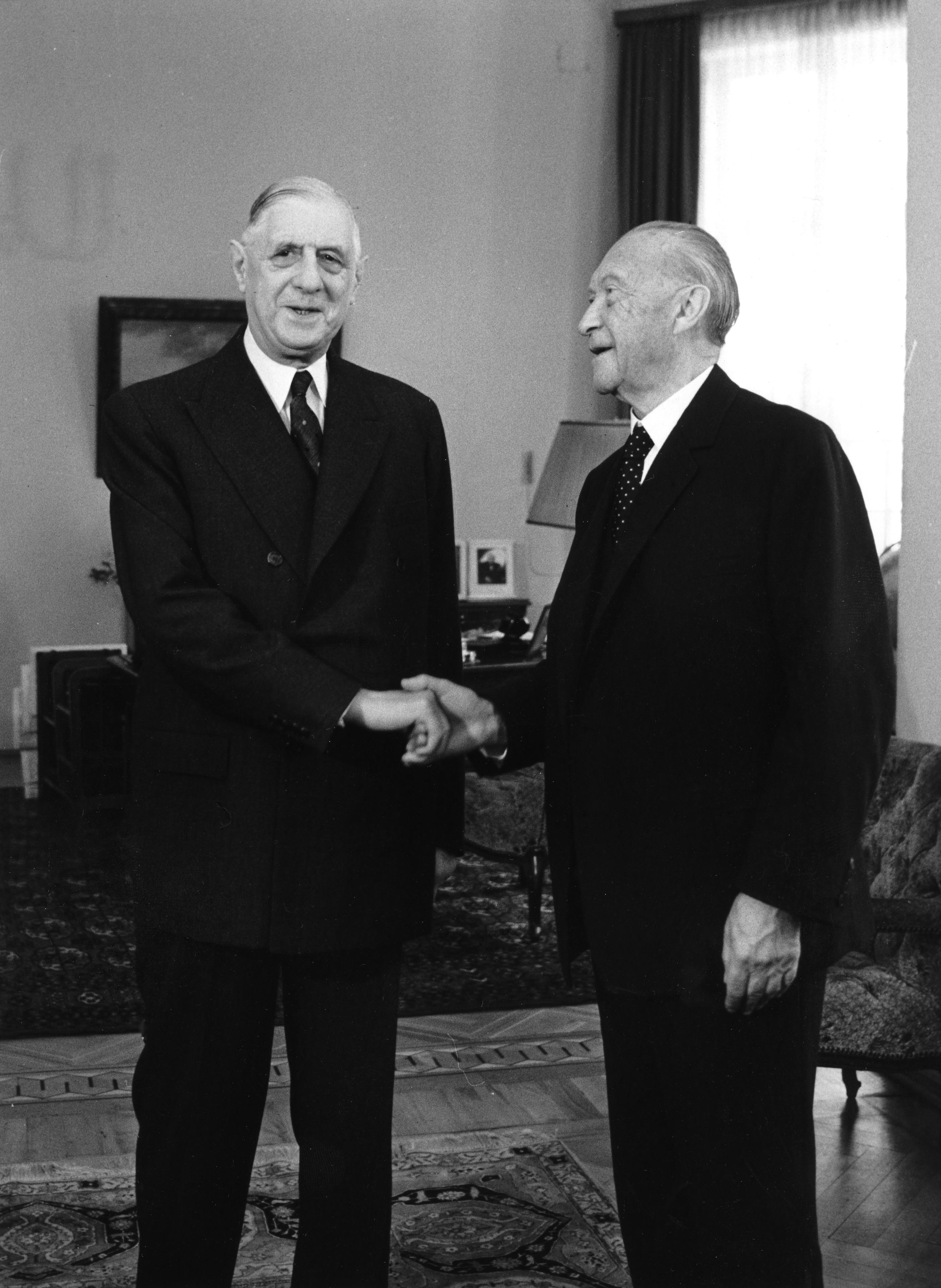
De Gaulle und Adenauer, 1963

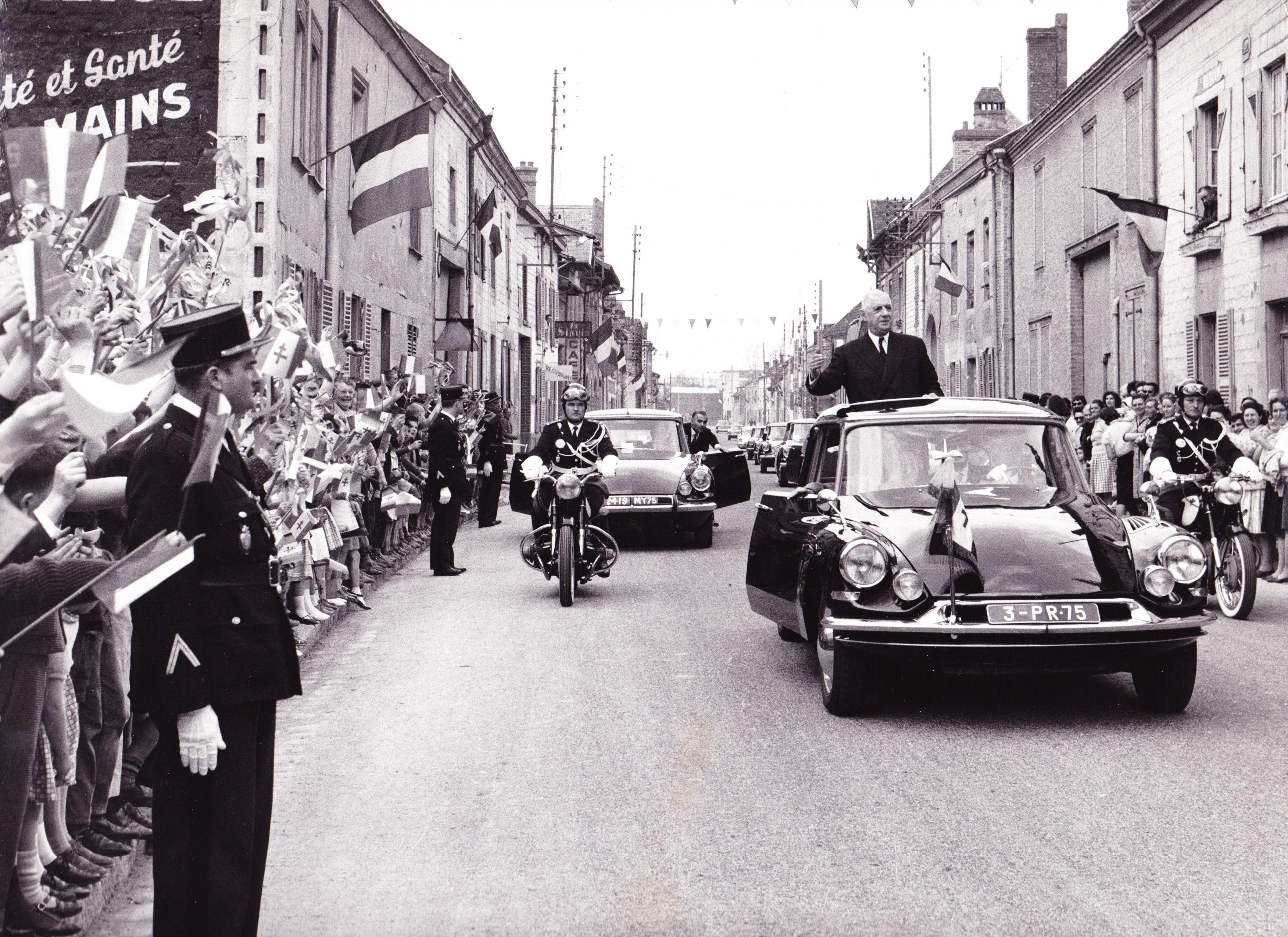
De Gaulle 1963

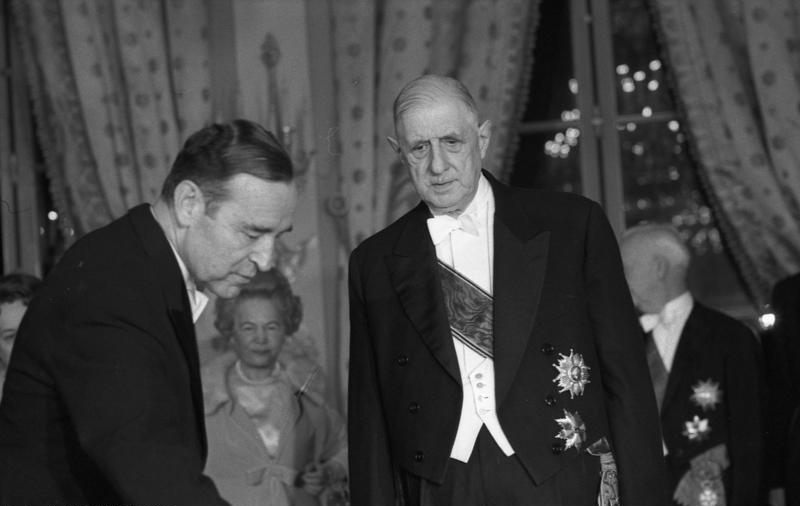
De Gaulle bei der Einweihung des Palais Beauharnais in Paris (1968)

De Gaulle hatte sich zunächst für die Einheit des Mutterlandes und seiner Überseegebiete ausgesprochen; so sah die maßgeblich von ihm geprägte Verfassung der Fünften Republik eine Unabhängigkeit der Kolonialgebiete nicht vor. Unter dem Eindruck des Algerienkriegs ermöglichte jedoch im September 1959 eine Verfassungsänderung den Kolonien Unabhängigkeit unter fortbestehendem französischen Einfluss im Rahmen der Communauté française. Am 18. März 1962 schloss de Gaulle die Verträge von Évian, die auch Algerien ein Recht auf eine Volksabstimmung über seine Unabhängigkeit zusicherten. Diese fand am 8. April 1962 statt. Die Politik der „nationalen Unabhängigkeit“ („l’indépendance nationale“) und der Lösung von „amerikanischer Bevormundung“ wurden von da an verstärkt.
Auf internationalem Parkett stärkte de Gaulle die Unabhängigkeit Frankreichs weiterhin: Er trat 1960 nachdrücklich für ein „Europa der Vaterländer“ (siehe auch Intergouvernementalismus, Souveränismus) unter der Führung Frankreichs ein, für das er neben den EWG-Staaten auch Länder wie Polen, die Tschechoslowakei, Ungarn, Rumänien, Bulgarien und Griechenland gewinnen wollte. Dafür nahm er 1962 den Rücktritt von Premierminister Michel Debré in Kauf.
In seiner Deutschlandpolitik setzte de Gaulle 1945 die Ruhrfrage, die 1948/1949 zur Einrichtung des Ruhrstatuts führte, auf die Tagesordnung der internationalen Politik. Nachdem seine Regierung zunächst das Ziel verfolgt hatte, das Saarland sowie das Rheinland und Westfalen einschließlich des Ruhrgebiets von Deutschland zu lösen, nahm er zusammen mit den anderen Westalliierten großen Einfluss auf die Bildung einer in den Westen zu integrierenden Bundesrepublik Deutschland. Am 9. September 1962 hielt er in Ludwigsburg auf Deutsch eine vielbeachtete Rede an die deutsche Jugend. Sie gilt als ein Meilenstein in den deutsch-französischen Beziehungen und als ein entscheidender Schritt auf dem Weg zum deutsch-französischen Freundschaftsvertrag (Élysée-Vertrag, Januar 1963).
De Gaulle verurteilte die Militärhilfe der USA an Südvietnam und forderte die USA im Interesse eines dauerhaften Friedens zum Abzug ihrer Truppen auf. Er verurteilte 1967 den israelischen Schlag gegen die ägyptische Blockade der Meerenge von Tiran (Sechstagekrieg) und die dauerhafte Besetzung des Gazastreifens und des Westjordanlands durch Israel. Unter de Gaulle näherte sich Frankreich, einst engster Verbündeter Israels, der arabischen Welt, insbesondere Ägypten, aber auch Syrien und dem Libanon an, verhängte ein Waffenembargo gegen Israel, ließ die bereits bezahlten Mirage-Kampfflugzeuge nicht an Israel ausliefern und überließ es von da an den Amerikanern, Israel zu bewaffnen. Zur Haltung de Gaulles trugen auch die zunehmenden israelischen Operationen im bis dahin prowestlichen Libanon bei. De Gaulle hatte 1929–1931 (s. o.) im damals als Völkerbundsmandat französisch verwalteten Libanon gelebt und fühlte sich zahlreichen Persönlichkeiten der frankophonen Oberschicht des Landes verbunden, die ihn auch zum Teil im Kampf des Freien Frankreichs im Zweiten Weltkrieg unterstützt hatten. Bis zur Präsidentschaft von Jacques Chirac (1995–2007) war die israelkritische, proarabische Orientierung französischer Außenpolitik eine gaullistische Konstante.
1958 lehnte de Gaulle die Unterstellung der französischen Mittelmeerflotte unter das NATO-Kommando ab. 1964 beendete er das amerikanische Projekt einer multilateralen Atomstreitmacht (MLF). Zwei Jahre später forderte de Gaulle Strukturänderungen der NATO und drohte mit dem Austritt Frankreichs. Nach Auslaufen eines Ultimatums, in dem er den Abzug von NATO-Truppen aus Frankreich bzw. ihre Unterstellung unter französisches Kommando gefordert hatte, zog sich Frankreich 1966 aus der integrierten militärischen Kommandostruktur der NATO zurück, blieb aber NATO-Mitglied. Gleichzeitig wurde das europäische NATO-Hauptquartier SHAPE von Rocquencourt nach Mons in Belgien verlegt.
Am 14. Dezember 1965 erklärte de Gaulle: „Selbstverständlich kann man auf den Stuhl wie ein Zicklein springen und rufen: ‚Europa, Europa, Europa!‘ Aber das führt zu gar nichts und bedeutet gar nichts.“ Dennoch war es Europa, das den Rahmen seiner Ambitionen festlegte, ein Europa, das selbst vom „Atlantik bis zum Ural“ reichte und den Eisernen Vorhang überwand. Tatsächlich war die Hauptstütze der französischen Außenpolitik die Annäherung an den anderen Schwerpunkt des Kontinents, die Bundesrepublik Deutschland, während man den „Angelsachsen“ den Rücken kehrte. Sein vertrauensvolles Verhältnis zu Bundeskanzler Konrad Adenauer und seine strategische Ausrichtung verhinderten eine Wiederholung der Politik Georges Clemenceaus, die das schwierige Verhältnis Frankreichs zu Deutschland nach dem Ersten Weltkrieg zusätzlich vergiftet hatte. Gemeinsam betrieben de Gaulle und Adenauer die deutsch-französische Aussöhnung, die mit einem deutsch-französischen Jugendwerk und zahlreichen Begegnungen gefördert wurde. Die Annäherung gipfelte im Élysée-Vertrag vom 22. Januar 1963.
Den Beitritt des Vereinigten Königreichs zur Europäischen Wirtschaftsgemeinschaft versuchte de Gaulle systematisch zu verhindern. Neben der Befürchtung, Großbritanniens „special relationship“ zu den USA könne es zu einem „trojanischen Pferd“ der USA in Europa machen, sollen auch der mögliche Verlust der französischen Hegemonie in der europäischen Gemeinschaft und die Ablösung des Französischen als Arbeitssprache der europäischen Institutionen eine Rolle gespielt haben. Noch beim Begräbnis Adenauers musste de Gaulle vom deutschen Bundespräsidenten zum Händedruck mit dem amerikanischen Präsidenten bewegt werden, nachdem beide sich zuvor demonstrativ aus dem Weg gegangen waren.
De Gaulle war antikommunistisch eingestellt. Allerdings ging er seit seiner Rückkehr an die Macht im Jahr 1958 davon aus, dass keine Bedrohung durch eine russische Invasion bestehe. Er propagierte die Normalisierung der Beziehungen zu den von ihm als „vergänglich“ empfundenen östlichen Regimen. Die Anerkennung der Volksrepublik China am 27. Januar 1964 ging in diese Richtung, wie auch seine Reise in die Sowjetunion im Juni 1966.
De Gaulle schuf mit der Communauté française ein Gegenstück zum britischen Commonwealth of Nations, wobei die Communauté Française die Außen-, Verteidigungs- und Währungspolitik bestimmte. Alle ehemaligen Kolonien führten Referenden durch, in denen die Gründung der Communauté bestätigt wurde. Lediglich in Guinea entschied die Bevölkerungsmehrheit anders. Mitglieder wurden Dahomey, die Elfenbeinküste, Gabun, Kongo, Madagaskar, Mauretanien, Niger, Obervolta, der Tschad, Senegal, Mali, Togo und Kamerun. Dabei spielte auch die Communauté Financière d’Afrique des CFA-Franc eine Rolle, bei der die französische Zentralbank die Parität des CFA zum französischen Franc jahrzehntelang stabil hielt. Durch Kooperationsabkommen sicherte sich de Gaulle starke französische Einflussmöglichkeiten. Ein Teil der Communauté Française schloss sich zur Westafrikanischen Zollunion (UDAO) zusammen, die 1966 zur Zoll- und Wirtschaftsunion UDEAO ausgebaut wurde. Weitere Einflussmöglichkeiten schuf de Gaulle seinem Land auch mit der Gründung der staatlichen Vorläufergesellschaft von Elf Aquitaine, ERAP, die unter dem Einfluss ihres langjährigen Chefs, des ehemaligen französischen Verteidigungsministers und Gründers des Auslandsgeheimdiensts DGSS, Pierre Guillaumat, dem französischen Nachrichtendienst eine Tarnung sowie finanzielle Ressourcen für Frankreichs Aktivitäten in Afrika bot.
Hauptsächlich in der Außenpolitik kam das gaullistische Denken vom Wesen der Nation zum Ausdruck: „eine gewisse Idee Frankreichs“. De Gaulle schöpfte seine Stärke aus dem Wissen über die Geschichte Frankreichs. Nach ihm war das Gewicht dieser Geschichte derart, dass sie Frankreich eine besondere Position im Konzert der Nationen schenkte. Für ihn und zahlreiche Franzosen waren England und die USA nur Sprösslinge Frankreichs. Gleichfalls bewertete er die Institution der Vereinten Nationen als lächerlich und nannte sie „das Ding“ („le machin“), was ihn jedoch nicht daran hinderte, den ständigen Sitz Frankreichs im Weltsicherheitsrat einzunehmen und für Frankreichs politische Zwecke zu nutzen.

### Attentate auf de Gaulle
Am 8. September 1961 begingen sechs Männer in Pont-sur-Seine das erste Attentat auf de Gaulle. Alle sechs hatten am Algerienkrieg teilgenommen und gaben an, Mitglieder der OAS (Organisation de l’armée secrète) zu sein. Das Attentat war erfolglos, niemand wurde verletzt.
Am 22. August 1962 kam es zu einem Attentat auf den Staatspräsidenten. Jean Bastien-Thiry, ein von de Gaulle persönlich zum Oberstleutnant beförderter Soldat der französischen Armee, war mit der französischen Algerienpolitik (der Algerienkrieg war am 18. März 1962 durch die Verträge von Évian faktisch beendet worden)
nicht länger einverstanden und beschloss, mit Unterstützung der OAS den Staatspräsidenten zu entführen oder, falls sich eine Entführung als unmöglich erwies, ihn zu töten. Das Attentat fand auf einer Straßenkreuzung in Clamart bei Paris statt. Der Anschlag scheiterte, da die elf Attentäter das für den Beginn der Aktion verabredete Zeichen in der Dunkelheit nicht sahen und zu spät das Feuer auf den Citroën DS des Präsidenten eröffneten. Der Citroën DS wurde von mehreren Kugeln getroffen, doch de Gaulle und seine Frau wurden um wenige Zentimeter verfehlt. „Dies hätte ein schönes, sauberes Ende gemacht“, kommentierte de Gaulle später, als er sich das Einschussloch im Wagen ansah.
Die OAS setzte ihre Aktivitäten nach dem gescheiterten Attentat fort. Bis heute ist de Gaulles Algerienpolitik teilweise umstritten. Bastien-Thiry wurde gefasst, zum Tode verurteilt und am 11. März 1963 hingerichtet. Seine Komplizen kamen mit zum Teil geringeren Strafen davon. De Gaulle hatte eine Begnadigung Bastien-Thirys abgelehnt.
Das Attentat von Petit-Clamart diente Frederick Forsyth als Vorlage für seinen 1971 erschienenen Roman Der Schakal, der zwei Jahre später verfilmt wurde.

### Atomstreitmacht Frankreich
Überzeugt von der strategischen Bedeutung der Atomwaffe, engagierte de Gaulle das Land unter Protest der Opposition für die kostspielige Entwicklung der Force de frappe, von Spöttern, die sie für ein zu klein geratenes „Bömbchen“ („bombinette“) hielten, mitunter als „farce de frappe“ bezeichnet. De Gaulle antwortete ihnen: „In zehn Jahren werden wir etwas haben, womit wir 80 Millionen Russen töten können. Ich glaube nicht, dass man ein Volk angreift, welches die Fähigkeit hat, 80 Millionen Russen zu töten, selbst wenn man 800 Millionen Franzosen töten könnte, vorausgesetzt, es gäbe 800 Millionen Franzosen.“ 1960/61 veranlasste er in der algerischen Wüste vier oberirdische Kernwaffentests; Tausende trugen auf Dauer Gesundheitsschäden davon. Von 1966 bis zum Ende seiner Amtszeit im Jahr 1969 veranlasste er auf Atollen im Pazifik zehn weitere Atomtests, acht davon auf dem Mururoa- und drei auf dem Fangataufa-Atoll.
Für französische Unterstützung in der Berlin-Krise und der Kubakrise (Oktober 1962) versprach der US-amerikanische Präsident John F. Kennedy Frankreich Hilfe in der Nuklearfrage; er löste sein Versprechen bis zu seiner Ermordung am 22. November 1963 nicht ein. Die Nuklearfrage belastete die franko-amerikanischen Beziehungen während der ganzen 1960er Jahre. Der Ende 1968 zum US-Präsident gewählte Richard Nixon galt als frankreichfreundlich. Nixon teilte de Gaulles Geringschätzung für Ideologien, multilaterale Verträge und Institutionen. Nixon umschiffte zunächst den in der Nuklearfrage verpflichtenden Weg über die amerikanische Legislative, bevor er der nuklearen Zusammenarbeit mit Frankreich offiziell den Weg öffnete. Das Gros der Arbeit war französischerseits bereits geleistet: Am 24. August 1968 war es Frankreich ohne US-Hilfe gelungen, eine Wasserstoffbombe zur Detonation zu bringen (Operation Canopus).
Die Briten, deren Nuklearstreitmacht eng mit der der Amerikaner verknüpft war, fassten es als Ohrfeige auf, dass de Gaulle Frankreich zur dritten Atommacht des Westens machte. Frankreichs Atomstreitkräfte hatten landgestützte Mittelstreckenraketen auf dem Plateau d’Albion (1996 geschlossen), seegestützte Mittelstreckenraketen auf U-Booten und Atombomben, die von Flugzeugen abgeworfen werden konnten. De Gaulle forcierte, auch um auf diesem Gebiet von den USA und von Großbritannien unabhängig zu sein, den Bau französischer Kampf- und Zivilflugzeuge (Dassault Mirage III bzw. Sud Aviation Caravelle) und unterzeichnete mit der Bundesrepublik Deutschland einen Vertrag zur Entwicklung des Airbus A300. Er trieb auch die europäische Trägerraketentechnik voran, deren ziviler Zweig die European Launcher Development Organisation (Europa-Rakete) war.
Während François Mitterrand sich gegen das Atomprogramm sperrte, übertrug de Gaulle die Aufsicht des Projekts Mitterrands Bruder Jacques. François Mitterrand vollzog später (während seiner Amtszeit als Präsident ab 1981) einen Richtungswechsel und führte die Neutronenbombe ein.

### Konversion des Dollarschatzes in Goldreserven
Auf Anregung des französischen Ökonomen Jacques Rueff (1896–1978) war die Währungspolitik unter de Gaulle stark auf Gold ausgerichtet, um Frankreich von anderen nationalen Währungen unabhängig zu machen. Im Februar 1965 kündigte er an, Währungsreserven in US-Dollar im Rahmen des Bretton-Woods-Systems in Gold umzutauschen. Bis zum Sommer 1966 erhöhte Frankreich so den Goldanteil seiner Reserven auf 86 Prozent. Im Unterschied zu anderen Ländern, die im gleichen Zeitraum Dollar in Gold tauschten, darunter auch die Bundesrepublik Deutschland, beließ Frankreich das Gold nicht in den Tresoren der Federal Reserve, sondern bestand darauf, die Goldbarren nach Frankreich zu verschiffen, damit sie nicht „dem Zugriff einer fremden Macht preisgegeben“ seien. Sein Ziel, zum Goldstandard zurückzukehren, erreichte de Gaulle indes nicht.

### Die Affaire des „Québec Libre“
1967 hielt sich de Gaulle in Kanada auf, um an der 100-Jahr-Feier des Landes und der Weltausstellung Expo 67 teilzunehmen. Dabei provozierte er einen diplomatischen Skandal, als er zum Abschluss einer emotionsgeladenen Rede vor 100.000 Menschen in Montréal, der größten Stadt der überwiegend französischsprachigen Provinz Québec, ausrief: „Vive le Québec libre!“ („Es lebe das freie Québec!“). Bei den Zuschauern auf den Straßen der Stadt lösten seine Worte großen Beifall aus. „Ich werde euch ein Geheimnis verraten, das ihr niemandem weitererzählen sollt“, hatte er zuvor vor den Bürgern Montréals formuliert, „unterwegs hierher habe ich eine Atmosphäre erlebt, die mich an die Befreiung [Frankreichs am Ende des Zweiten Weltkriegs] erinnerte.“ Lester Pearson, Kanadas Premierminister, nannte de Gaulles Äußerungen „inakzeptabel“; de Gaulle antwortete ihm, dass das Wort „inakzeptabel“ selbst inakzeptabel sei, sagte den vorgesehenen Besuch in der kanadischen Hauptstadt Ottawa ab und flog nach Frankreich zurück. De Gaulle erklärte, mit seiner Rede den Frankokanadiern zu helfen, „sich selbst zu befreien“, da „nach einem Jahrhundert der Unterdrückung, das für sie nach der englischen Eroberung folgte, ihnen nunmehr auch das zweite Jahrhundert […] in ihrem eigenen Land weder Freiheit noch Gleichheit noch Brüderlichkeit brachte“. Die New York Times bewertete dies als „groben Akt gaullistischer Einmischung in die inneren Angelegenheiten Kanadas“ und als „Eskalation des Streites, der während des Besuchs General de Gaulles in Kanada begann“; laut einer Umfrage des französischen Magazins L’Express verurteilten 56 Prozent der befragten Pariser das Auftreten ihres Präsidenten.

### Die Maiunruhen von 1968
Die Unruhen im Mai 1968 in Frankreich waren eine weitere Herausforderung für de Gaulle. Am 24. Mai, zwei Wochen nach Beginn der Unruhen, nahm er erstmals in Rundfunk und Fernsehen Stellung zu den Forderungen der Demonstranten und versprach vage, ein Referendum über Reformen auf den Weg zu bringen. Unterdessen forderten die Demonstranten de Gaulle zum Rücktritt auf. Am 29. Mai reiste de Gaulle heimlich ins deutsche Baden-Baden; der Zweck dieser Reise bleibt unklar. Ein als mögliche Erklärung oft genanntes Treffen mit General Jacques Massu hält der Historiker Norbert Frei für unwahrscheinlich, sondern geht davon aus, dass „die Staatskrise in diesem Moment in eine Nervenkrise übergegangen war“ und de Gaulle Abstand brauchte.
Nach seiner Rückkehr nach Colombey-les-Deux-Églises kündigte de Gaulle am 30. Mai 1968 in einer Rundfunkrede Neuwahlen an: „Als Inhaber der Legitimität, die mir die Nation und die Republik verliehen haben, habe ich in den zurückliegenden 24 Stunden alle Eventualitäten erwogen, die es mir ermöglichen würden, diese Legitimität zu erhalten. Ich habe meine Entschlüsse gefasst. Unter den gegenwärtigen Umständen werde ich mich nicht zurückziehen. Ich werde nicht den Premierminister wechseln, der die Anerkennung von uns allen verdient. Ich löse heute die Nationalversammlung auf und beauftrage die Präfekten [...], die Subversion zu jeder Zeit und an jedem Ort zu verhindern. Was die Legislativwahlen angeht, so werden sie in den von der Verfassung vorgesehenen Fristen stattfinden, zumindest bis zu dem Zeitpunkt, an dem man hört, dass das ganze französische Volk mundtot gemacht wurde und man es davon abhält, seinem Willen Ausdruck zu verleihen, es davon abhält zu leben, durch dieselben Maßnahmen, durch die man versucht, die Studenten vom Studieren abzuhalten, die Lehrer vom Lehren, die Arbeiter vom Arbeiten. Die [von den Demonstranten ergriffenen] Mittel sind Einschüchterung, Vergiftung und Tyrannei, seit langem ausgeübt von organisierten Gruppen und einer Partei, die ein durch und durch totalitäres Projekt ist.“ (Hiermit meinte er die Kommunistische Partei Frankreichs.)
In dieser Rede erkannten seine Anhänger den de Gaulle der großen Tage wieder. Am 30. Mai 1968 hielten sie eine Demonstration ab, an der nach Angaben der Organisatoren eine Million, nach Angaben der Polizei 300.000 Menschen teilnahmen. Kurz darauf, im Juni 1968, erwiesen sich die Parlamentswahlen als großer Erfolg für die Gaullisten, die 358 von 487 Sitzen in der Nationalversammlung erhielten. Am 13. Juli 1968 wurde Georges Pompidou im Amt des Premierministers von Maurice Couve de Murville abgelöst.

### Referendum zur Regionalreform und Rücktritt de Gaulles

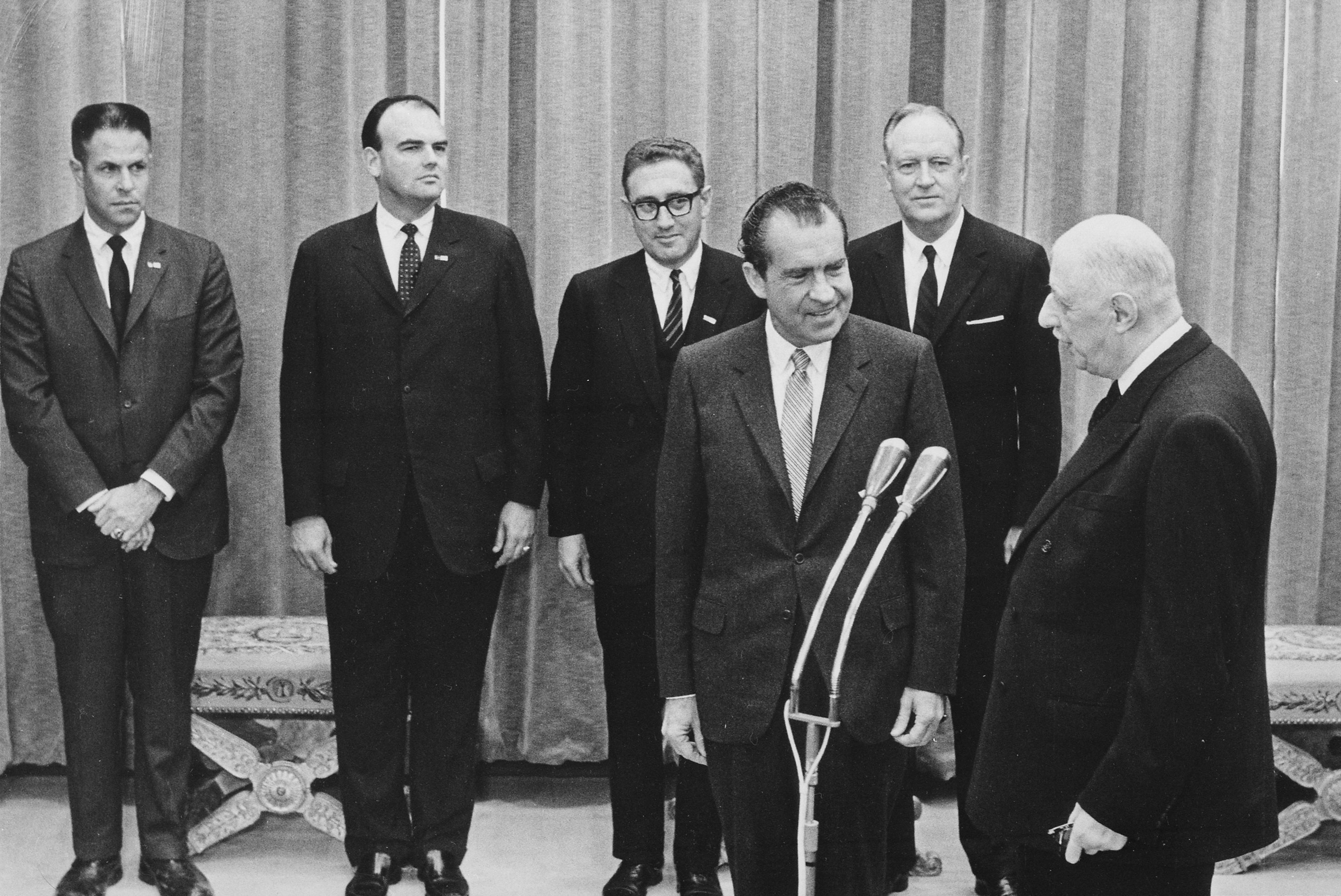
De Gaulle am 2. März 1969 mit Richard Nixon und dessen Kabinett

Im Februar 1969 kündigte de Gaulle an, noch im Frühjahr desselben Jahres ein Referendum über die Reform der Regionalverwaltung und des Senats abzuhalten. Wie 1962 sollte eine Verfassungsänderung ohne Beteiligung des Parlaments durchgesetzt werden. Im April kündigte de Gaulle an, dass er im Falle einer Ablehnung zurücktreten werde. Valéry Giscard d’Estaing mit seiner Partei, den Républicains indépendants, schloss sich mit den Sozialisten zusammen, die de Gaulles Vorhaben ablehnten. Obwohl das eigentliche Ziel einer Regionalreform beim Stimmvolk des traditionell zentralistisch regierten französischen Staates populär war, wurde das Referendum mit 52,46 % der Stimmen abgelehnt, und de Gaulle löste sein Versprechen ein und gab am 28. April 1969 kurz nach Mitternacht seinen Rücktritt vom Amt des Präsidenten der Republik bekannt.
Als Interimspräsident bis zur Neuwahl im Juni 1969 fungierte ordnungsgemäß der Präsident des Senats, Alain Poher. Am 20. Juni 1969 trat der Gaullist Georges Pompidou, der am 15. Juni die Stichwahl für das Präsidentenamt gegen den sozialen Christdemokraten Alain Poher gewonnen hatte, die Nachfolge Charles de Gaulles an.

## Tod und Begräbnis
Nach seinem Rücktritt hielt sich de Gaulle einen Monat in Irland auf, von wo aus er per Brief wählte, und zog sich dann nach Colombey-les-Deux-Églises zurück, wo er an seinem (unvollendeten) Buch Mémoires d’espoir arbeitete. Nach einer Reise nach Spanien im Juni 1970 starb Charles de Gaulle am 9. November 1970 in Colombey-les-Deux-Églises an der Ruptur eines Aortenaneurysmas.

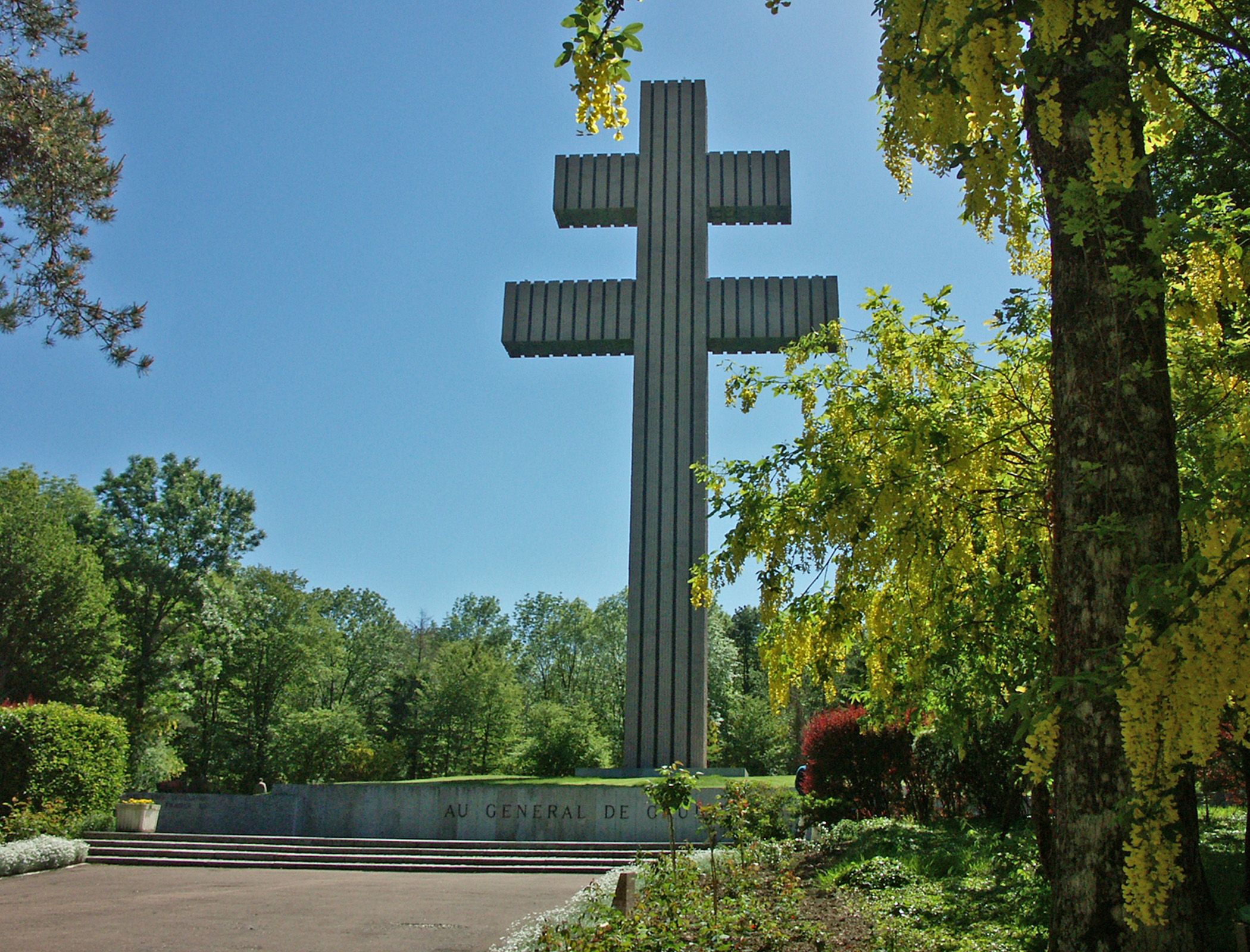
Monument auf der Höhe über Colombey-les-Deux-Églises

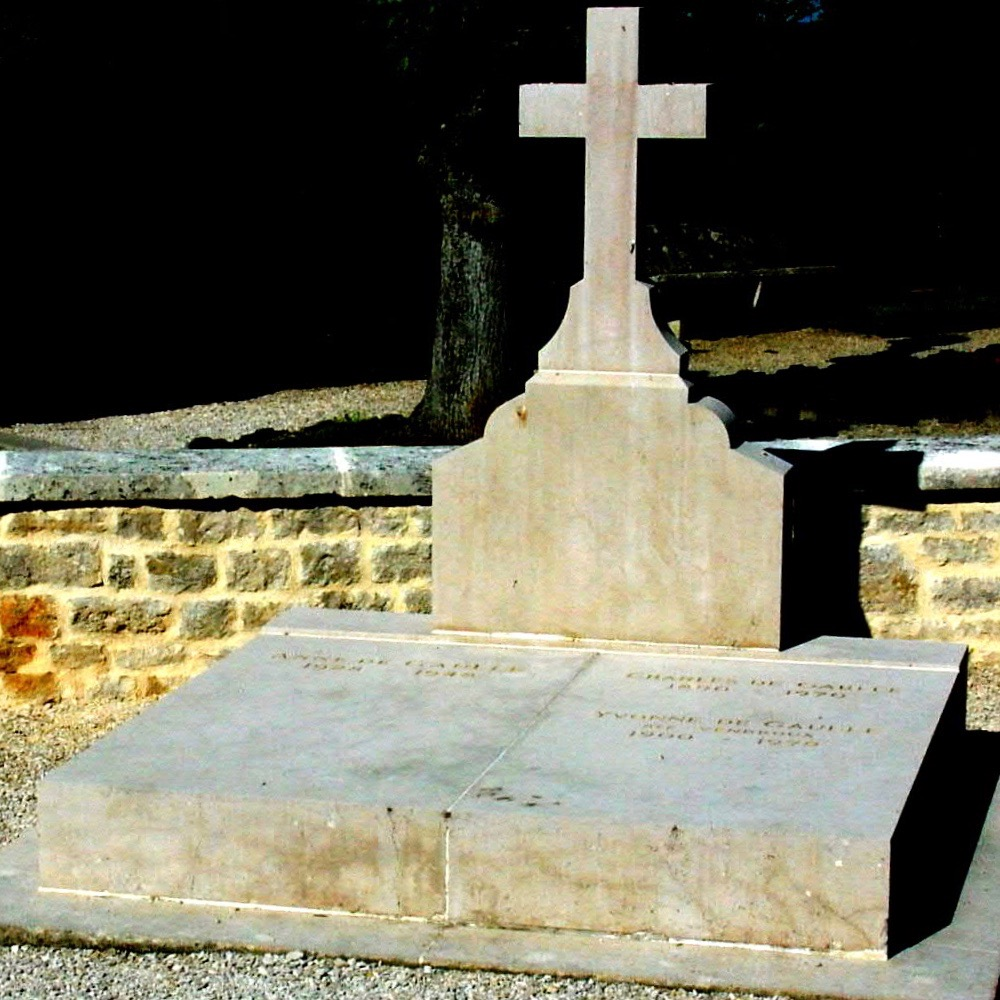
Das Grab

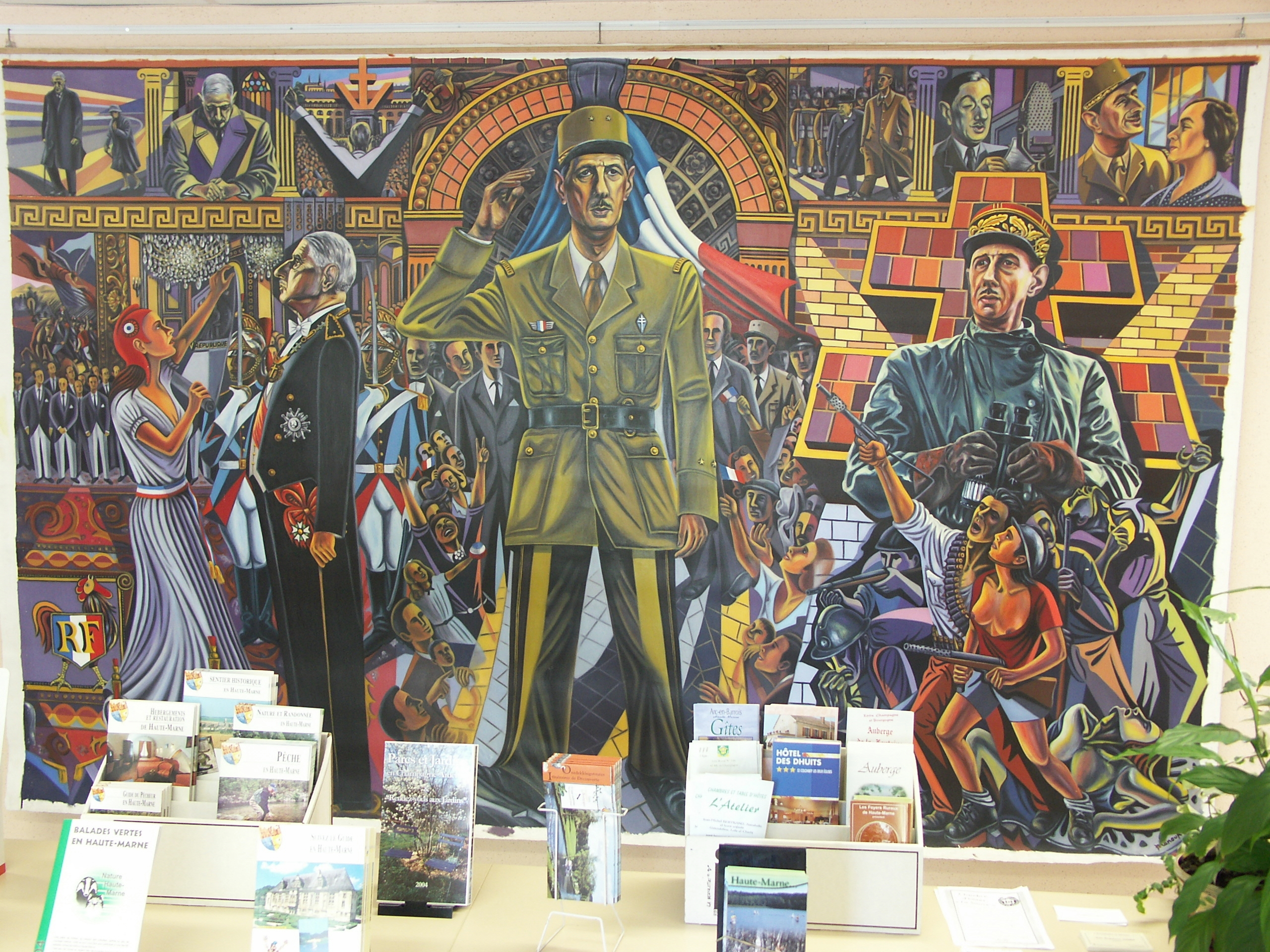
Wandbild im Office de Tourisme von Colombey

Sein Testament hatte er zur Zeit des Begräbnisses von General Jean de Lattre de Tassigny (1952) abgefasst. Dieser war nach seinem Tod vom offiziellen Frankreich in einer Art und Weise vereinnahmt worden, die de Gaulle verabscheute. Deshalb regelte de Gaulle die Modalitäten seines eigenen Begräbnisses in allen Einzelheiten und bestimmte:
- „Ich möchte in Colombey beerdigt werden.“
- „Bei meiner Beisetzung weder Politiker noch Minister, nur meine Weggefährten aus der Zeit der Befreiung!“ (Dies schloss Jacques Chaban-Delmas und André Malraux ein. Dennoch nahm auch Finanzminister Valéry Giscard d’Estaing an der Beisetzung teil und begründete dies damit, dass er nicht als Minister, sondern als einfacher Franzose komme.)
- „Auf meinem Grab: Charles de Gaulle, 1890–19…. Nichts anderes“

Am 12. November 1970 wurde de Gaulle in Colombey an der Seite seiner Tochter Anne beigesetzt. Vom Familienanwesen La Boisserie in die Kirche des Ortes wurde der Sarg auf einem Panzerwagen des Typs Panhard EBR überführt. Der Zeremonie wohnten etwa 350 Compagnons de la Libération bei.
Ebenfalls am 12. November 1970 fand zu Ehren des Verstorbenen in der Kathedrale Notre-Dame de Paris ein großes Requiem für ausländische Staatschefs statt. Anwesend waren US-Präsident Richard Nixon, der sowjetische Präsident Nikolai Podgorny, der britische Premierminister Edward Heath, Josip Broz Tito (Jugoslawien), Indira Gandhi (Indien), Fidel Castro (Kuba), Olof Palme (Schweden), Kaiser Haile Selassie (Äthiopien), Schah Mohammad Reza Pahlavi (Iran), König Bhumibol (Thailand), Königin Juliana (Niederlande), König Baudouin (Belgien), der britische Thronfolger, Prinz Charles, der Fürst von Monaco und der Großherzog von Luxemburg. Neben dem deutschen Bundespräsidenten Gustav Heinemann nahmen auch die früheren Bundeskanzler Ludwig Erhard und Kurt Georg Kiesinger teil.

## Ehrendes Gedenken
Zahlreiche öffentliche Straßen und Gebäude in Frankreich sind nach Charles de Gaulle benannt. Im Besonderen der öffentliche Platz Place Charles-de-Gaulle (Place de l’Étoile) in Paris und der Flughafen Paris-Roissy – Charles de Gaulle.
Sein Name wurde auch dem gegenwärtig letzten französischen Flugzeugträger, der Charles de Gaulle, gegeben.
Sein Wohnhaus in Colombey, die Boisserie, ist heute ein Museum, ebenso sein Geburtshaus in der Stadt Lille.

### De Gaulle im Urteil von Zeitgenossen und der Nachwelt
Churchill beschrieb de Gaulle als eine „Figur von echter Größe“. Der linke Revolutionstheoretiker und Philosoph Régis Debray bezeichnete de Gaulle als „super-scharfsichtig“, da viele seiner Vorhersagen (vom Fall des Kommunismus bis zur Wiedervereinigung Deutschlands) sich nach seinem Tod bewahrheiteten.
Der deutsche Historiker Ernst Weisenfeld sah eine große Wertbeständigkeit sämtlicher wichtiger Entscheidungen de Gaulles in seinen zehn Regierungsjahren. Von der Direktwahl des Staatspräsidenten über die Atomwaffen, den Austritt aus der NATO bis hin zur unabhängigen Außenpolitik seien die großen Entscheidungen de Gaulles auch nach seinem Abtritt von der politischen Bühne Bestandteil des Programms aller großen Parteien Frankreichs geworden. Der Historiker Wilfried Loth unterstreicht die historischen Verdienste de Gaulles, die jedoch von seiner Selbststilisierung als „Retter der Nation“ und der Kritik daran überschattet worden seien: „Er hat dem vielfältigen Widerstand gegen die Integration Frankreichs in Hitlers Europa einen Kristallisationspunkt geboten und damit an führender Stelle dazu beigetragen, dass sich mit der Befreiung Frankreichs ein neuer demokratischer Konsens bilden konnte. Er hat die Handlungsfähigkeit des politischen Systems gestärkt und die Modernisierung der Wirtschaft entschieden vorangetrieben. […] Schließlich hat er wichtige Impulse zur Entwicklung eines unabhängigen Europas und zur Überwindung kommunistischer Parteiherrschaft in seinem östlichen Teil gegeben“.
Nach Umfragen betrachten 70 Prozent der französischen Bevölkerung de Gaulle als die wichtigste Gestalt der gesamten französischen Geschichte. Als bleibende Leistungen de Gaulles werden vor allem der entschlossene Widerstand gegen das nationalsozialistische Deutschland und die Verfassung der Fünften Republik genannt.

### Familie

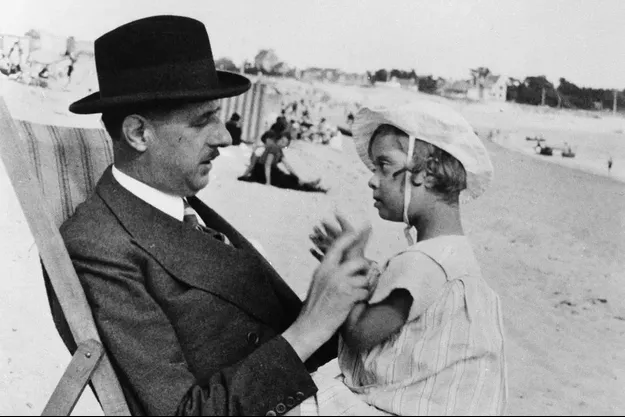
Charles de Gaulle 1933 mit seiner Tochter Anne.

Charles de Gaulle hatte drei Brüder und eine Schwester:
- Xavier de Gaulle (1887–1955), Kriegsgefangener, Résistant während des Zweiten Weltkriegs; er ist der Vater von Geneviève de Gaulle-Anthonioz.
- Marie-Agnès de Gaulle (1889–1982)
- Jacques de Gaulle (1893–1946), von 1926 an behindert infolge einer Gehirnentzündung.
- Pierre de Gaulle (1897–1959), Résistant, Politiker, Unternehmensverwalter.

Charles de Gaulle heiratete am 7. April 1921 Yvonne Vendroux (* 22. Mai 1900 in Calais; † 8. November 1979 in Paris). Der Ehe entstammen drei Kinder:
- Philippe de Gaulle (* 28. Dezember 1921 in Paris; † 12/13. März 2024), Admiral, danach Senator.
- Élisabeth de Gaulle (* 15. Mai 1924 in Paris; † 2. April 2013[65]).
- Anne de Gaulle (* 1. Januar 1928 in Trier; † 6. Februar 1948 in Colombey-les-Deux-Églises) wurde mit dem Down-Syndrom geboren und starb im Alter von 20 Jahren an einer Lungenentzündung.[66]

Der Front-National-Politiker Charles de Gaulle (* 25. September 1948 in Dijon) ist sein Enkel.

## Sonstiges
Als Präsident Frankreichs war Charles de Gaulle von Amts wegen auch Kofürst von Andorra.

## Schriften
- La discorde chez l’ennemi. 1924.
- Histoire des troupes du Levant. Geschrieben von den Majoren de Gaulle und Yvon, bei der finalen Fassung in Zusammenarbeit mit dem Colonel de Mierry. 1931.
- Le fil de l’épée. 1932.
  - Die Schneide des Schwertes. Aus d. Franz. von Leo Schmidl. Athenäum Verlag, Frankfurt u. Bonn 1961. (Neuübersetzung von Carlo Schmidt: Insel Verlag, Frankfurt 1981, ISBN 3-458-04879-0.)
- Vers l’armée de métier. 1934.
  - Frankreichs Stoßarmee: Das Berufsheer, die Lösung von morgen. Voggenreiter, Potsdam 1935.
- La France et son Armée. 1938.
- Trois études (Rôle historique des places fortes; Mobilisation économique à l’étranger; Comment faire une armée de métier) suivi par le Mémorandum du 26 janvier 1940. 1945.

- Mémoires de Guerre.

Euro-Gedenkmünze von 2010 zum Appell vom 18. Juni 1940

  - Volume I – L’Appel, 1940–1942. 1954.
  - Volume II – L’Unité, 1942–1944. 1956.
  - Volume III – Le Salut, 1944–1946. 1959.
- Mémoires d’Espoir.
  - Volume I – Le Renouveau, 1958–1962. 1970.
  - Volume II – L’effort, 1962… 1971.
- Discours et Messages. 1970.
  - Volume I – Pendant la Guerre, 1940–1946.
  - Volume II – Dans l’attente, 1946–1958.
  - Volume III – Avec le Renouveau, 1958–1962.
  - Volume IV – Pour l’Effort, 1962–1965.
  - Volume V – Vers le Terme, 1966–1969.

## Filme
- Charles de Gaulle – Ich bin Frankreich! (OT: Le Grand Charles.) TV-Spielfilm in 2 Teilen, Frankreich, 103 Min. und 105 Min., Buch und Regie: Bernard Stora, Produktion: Arte, dt. Erstsendung: 9. Mai 2008, Hintergründe und Inhaltsangabe von arte.
- Wolfgang Schoen: Vier Kriegsherren gegen Hitler – Charles de Gaulle: Verpflichtet zum Kampf. TV Schoenfilm, D 2001.[67]